# シャコ目
シャコ目（シャコもく、蝦蛄目）または口脚目（こうきゃくもく、学名：Stomatopoda）は、甲殻亜門軟甲綱トゲエビ亜綱に分類される節足動物の分類群（目）。3本の鞭をもつ触角と逆さまの鎌に似た捕脚を特徴とする。およそ500種が知られ、化石記録は約4億年前のデボン紀まで遡る。構成種は「シャコ類」、「口脚類」、または一般に「シャコ」と総称されるが、後者は日本などでよく食用にされる種（Oratosquilla oratoria）を指す和名でもある。
なお、同じ軟甲類にはアナジャコやエビジャコなど、名に「ジャコ」を付けられ、特に姿までシャコ類にも似たアナジャコは地域により「シャコ」と呼ばれることもあるが、これらは真軟甲亜綱十脚目のエビ類でシャコ類ではなく、体の構造の違いで判別できる（後述）。また、それぞれ標準和名の語尾も異なり、シャコ類でないものは「-ジャコ」や「-シャコエビ」、シャコ類のものは「-シャコ」となっている。

## 名称
学名「Stomatopoda」は古代ギリシア語の「στόμα」（stóma, 口）と「πούς」（pous, 脚）の合成語。
シャコ類は独自の目（シャコ目/口脚目）として分類され、甲殻類の中で同じ軟甲綱に含めるが、十脚目のエビではない。しかし、シャコ類は一見してエビに似た姿で、日本語・英語・中国語とも呼称に「エビ」（prawn/shrimp, 蝦/虾）を付けられる場合がある。
- 日本語では総称として「シャコ」（漢字転写：蝦蛄、青竜蝦[15]）・「シャコ類」・「口脚類」があり、「シャコ」は日本で一般に食用とされる種 Oratosquilla oratoria を指す標準和名でもある[8]。後者は地方名に「シャコエビ」・「ガサエビ」などがある[16]。
- 英語では学名に因んだ「stomatopod」と、カマキリ（mantis）の前脚に似た鎌状の捕脚に由来する「mantis shrimp」（直訳："カマキリエビ"）が総称として一般的である[17]。不注意なハンドリングで手を刺傷する危険性[18]から「thumb splitter」（"親指を割る者"）[19]、オーストラリアではよく底引き網でエビ（prawn[注釈 2]）と共に引っかかれることから「prawn killer」（"エビの殺し屋"）[20]とも呼ばれている。
- 中国語では「蝦蛄」（簡体字：虾蛄、ピンイン：Xiāgū, シャーグー）[21][22]の他に、「蟷螂蝦」（英名「mantis shrimp」の直訳）・「富貴蝦」・「皮皮蝦」・「蝦耙子」など数多くの別名が知られている[23]。特に広東語話者の間では、捕まれるときに肛門から水柱を噴射する防衛行動が失禁（瀨尿）を彷彿とさせることから、一般に「瀨尿蝦」と呼ばれている[24]。

## エビ類との違い

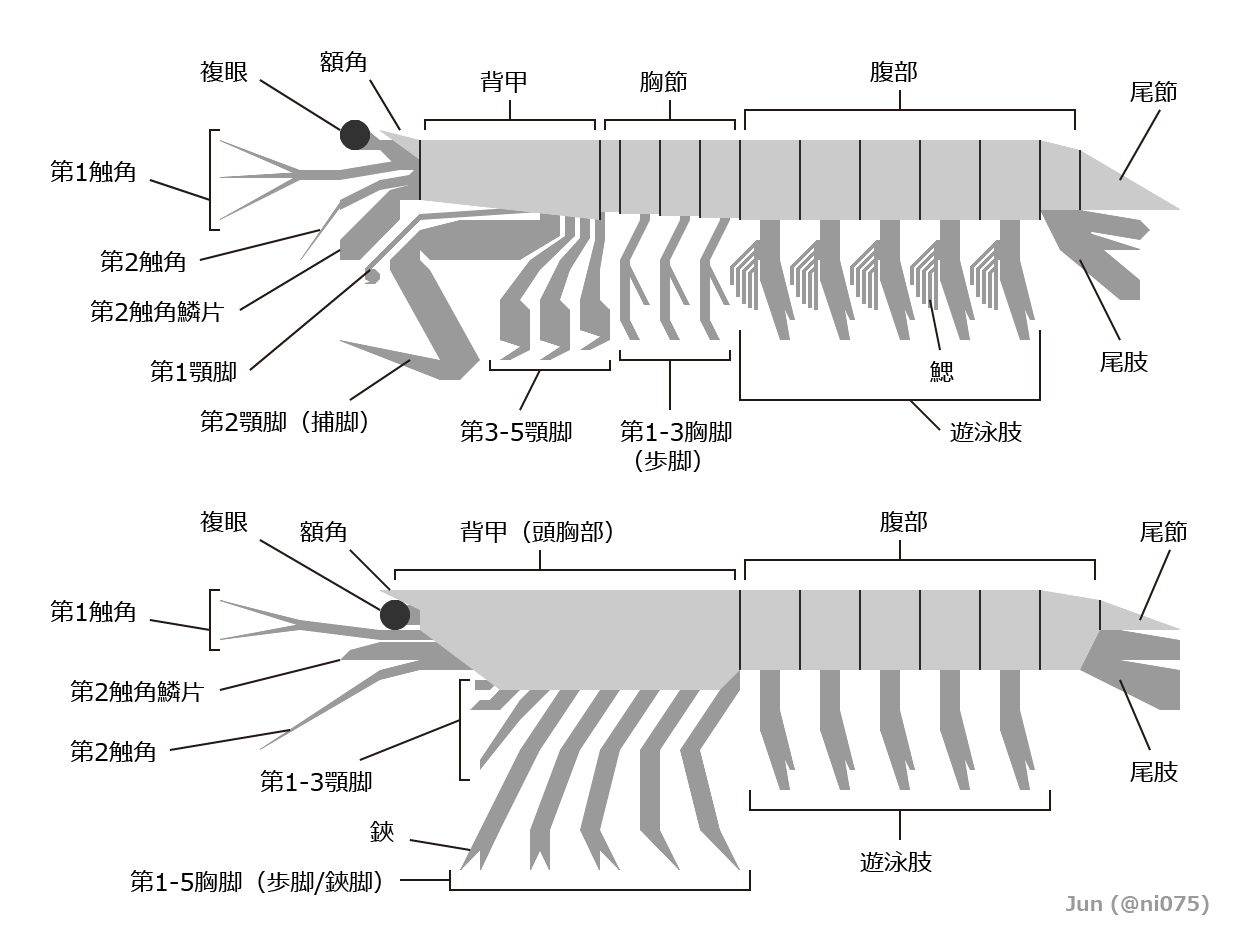
シャコ類（上）とエビ類（下）の大まかな外部形態比較

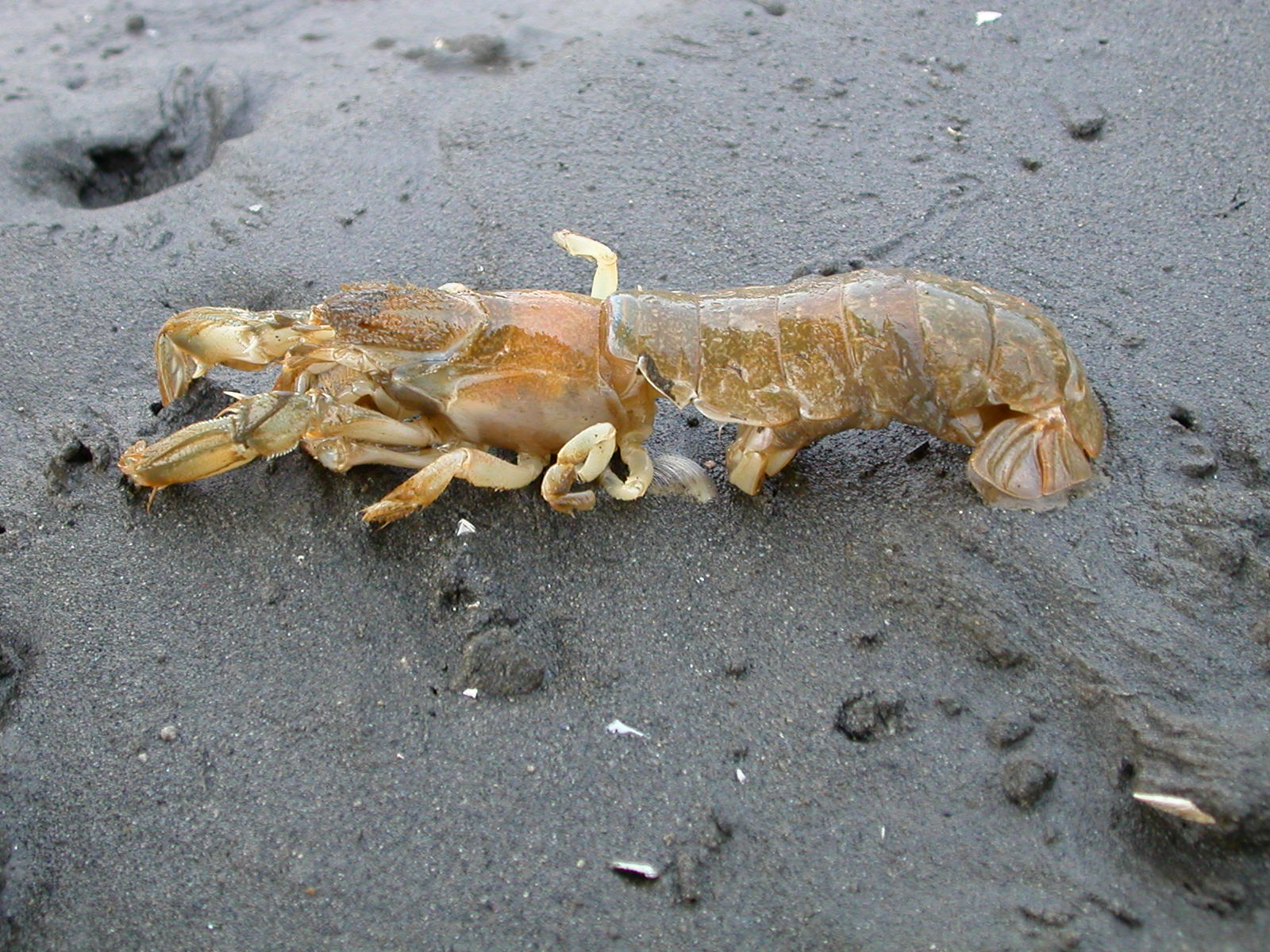
体型がシャコ類に似たアナジャコ類のエビの1種アナジャコ

シャコ類の大まかな姿は、一見して同じ軟甲綱の甲殻類であるエビ類にも似る。特にエビ類の中にはアナジャコ類（アナジャコなど）という、似た名を付けられるほどシャコ類に似た体型（腹部は大きく、胸部との境目はくびれる）をもつものも知られ、混同されることもある。しかし、エビ類はカニ類・ヤドカリ類などと共に十脚目、これは更に等脚目（ダンゴムシ、ワラジムシなど）・端脚目（ヨコエビ、ワレカラなど）などとともに真軟甲亜綱という別亜綱に属しており、軟甲類の中でシャコ類（トゲエビ亜綱シャコ目、後述参照）との類縁関係はかなり遠い。両者の各細部も軟甲類全般の共通点以外では根本的に異なり、比較的明瞭な相違点は次の通りに挙げられる。
| 分類群特徴       | シャコ類                                                            | エビ類                                                                                  |
| ---------------- | ------------------------------------------------------------------- | --------------------------------------------------------------------------------------- |
| 先頭の体節と複眼 | 複眼は先頭に突出した体節で背甲からやや離れ、Y字状に集約される       | 先頭に突出した体節はなく、複眼の付け根は背甲に隣接する                                  |
| 第1触角鞭状部    | 3本                                                                 | 2本                                                                                     |
| 第2触角鱗片      | ヘラ状に発達して頭部左右にぶら下がる                                | 常に前方に畳まれる                                                                      |
| 額角             | 背甲と関節して上下に可動（額板）                                    | 背甲と一体化して不動                                                                    |
| 胸部の分節       | 後4節が明らかに分節し、頭部の背甲と癒合しない                       | 胸部は完全に頭部と一体化した頭胸部を構成し、単一の背甲に覆われる                        |
| 胸肢の構成       | 顎脚5対、胸脚/歩脚3対                                               | 顎脚3対、胸脚/歩脚5対                                                                   |
| 強大化した胸肢   | 現生群では常に第2胸肢（=第2顎脚）で、逆さまに折りたたんだ鎌状の捕脚 | 第1-3胸脚（=第4-6胸肢）のいずれかに該当し、原則として鋏状の鋏脚、強大化しない場合がある |
| 鰓と遊泳肢       | 遊泳肢は外部に露出した毛束状の鰓がある                              | 鰓は羽毛状で胸肢の付け根から背甲に格納され、遊泳肢に鰓はない                            |
| 抱卵行動         | 卵を第3-5顎脚で抱えて保護する                                       | 卵を遊泳肢に付けて保護する                                                              |

## 形態

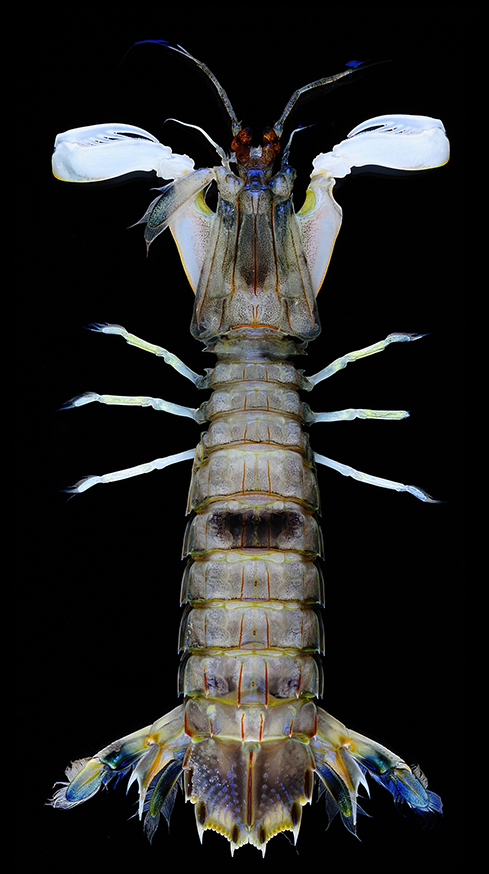
Vossquilla kempi
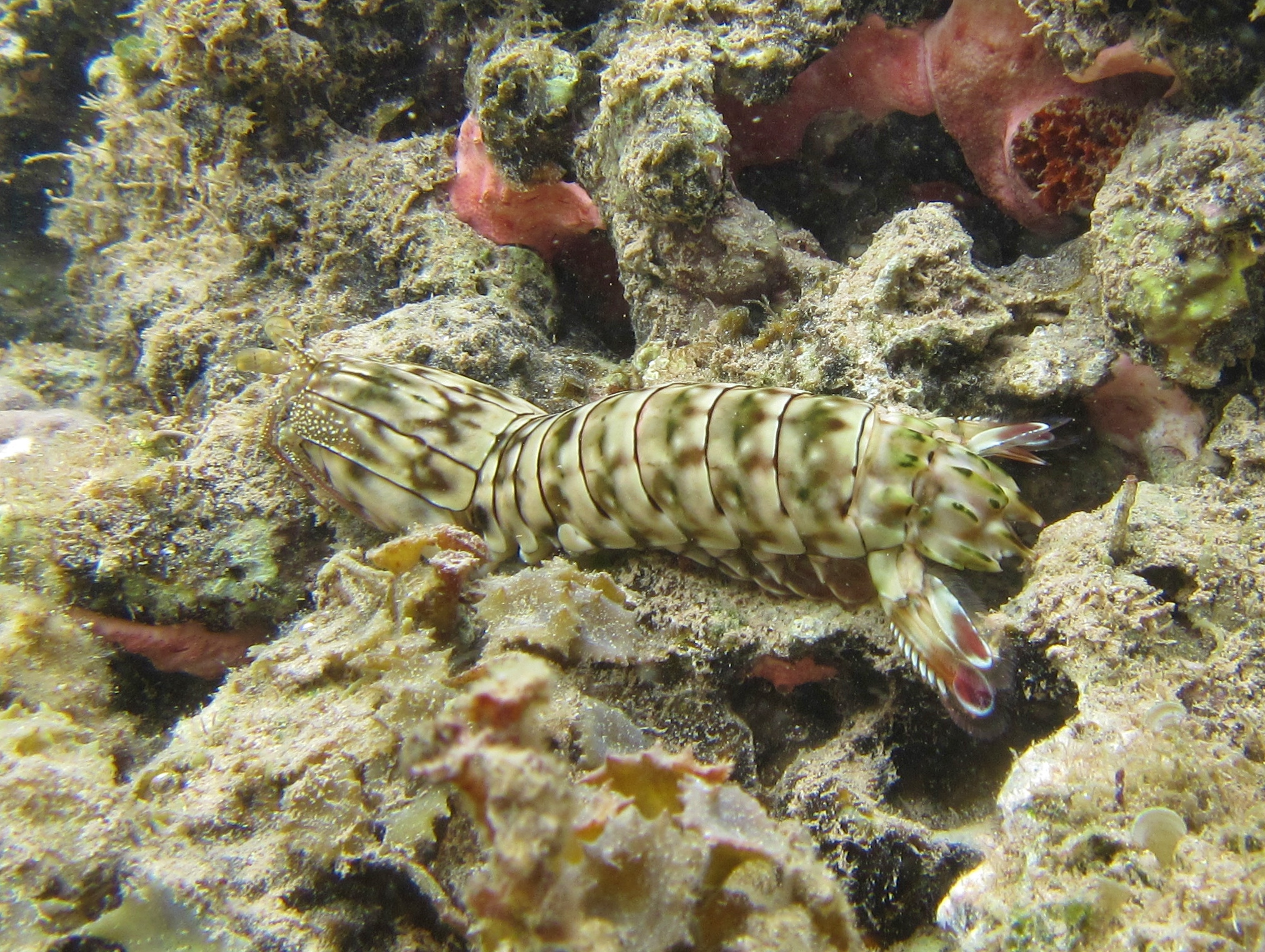
Gonodactylus chiragra
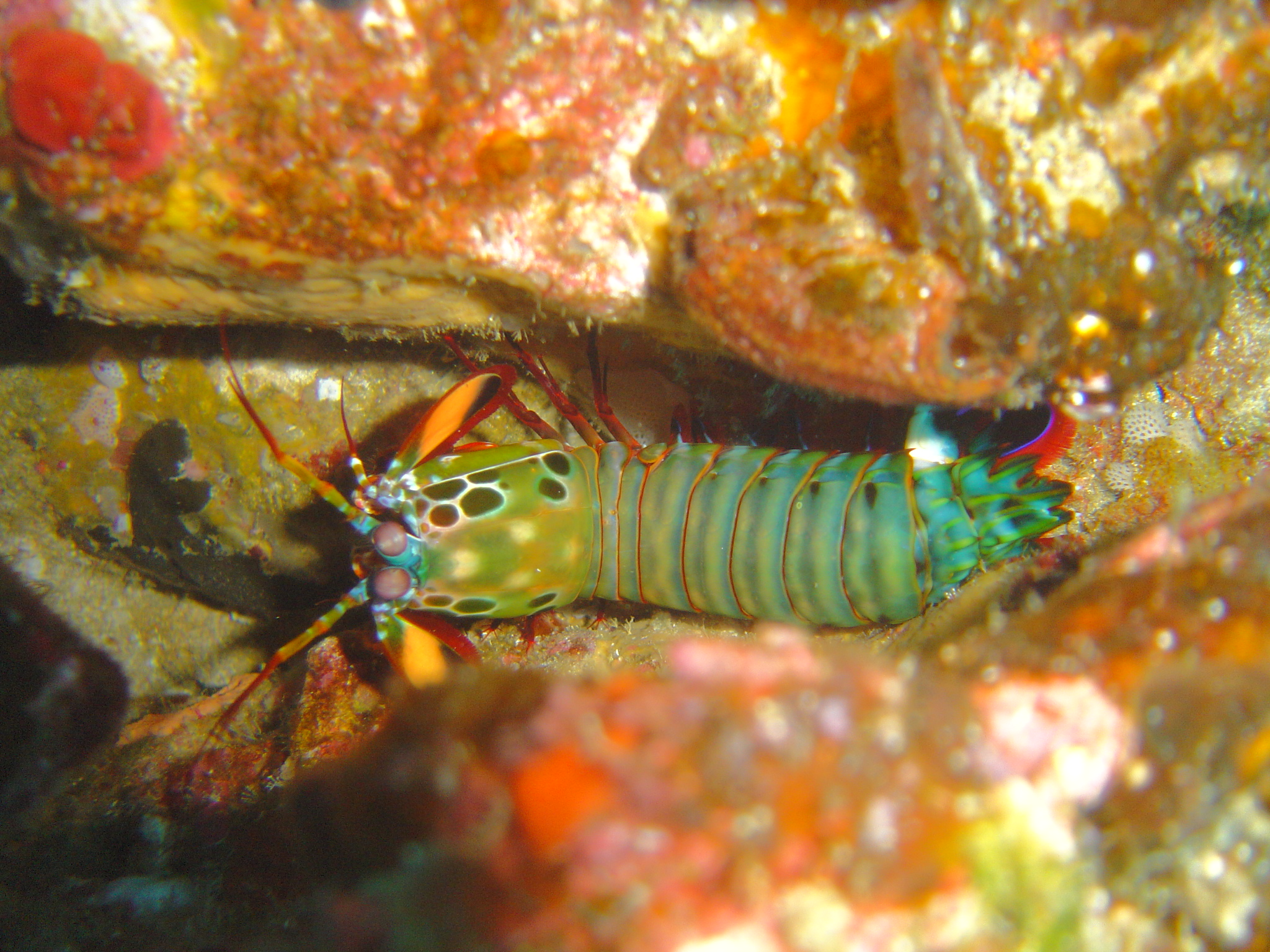
鮮やかな体色をもつモンハナシャコ
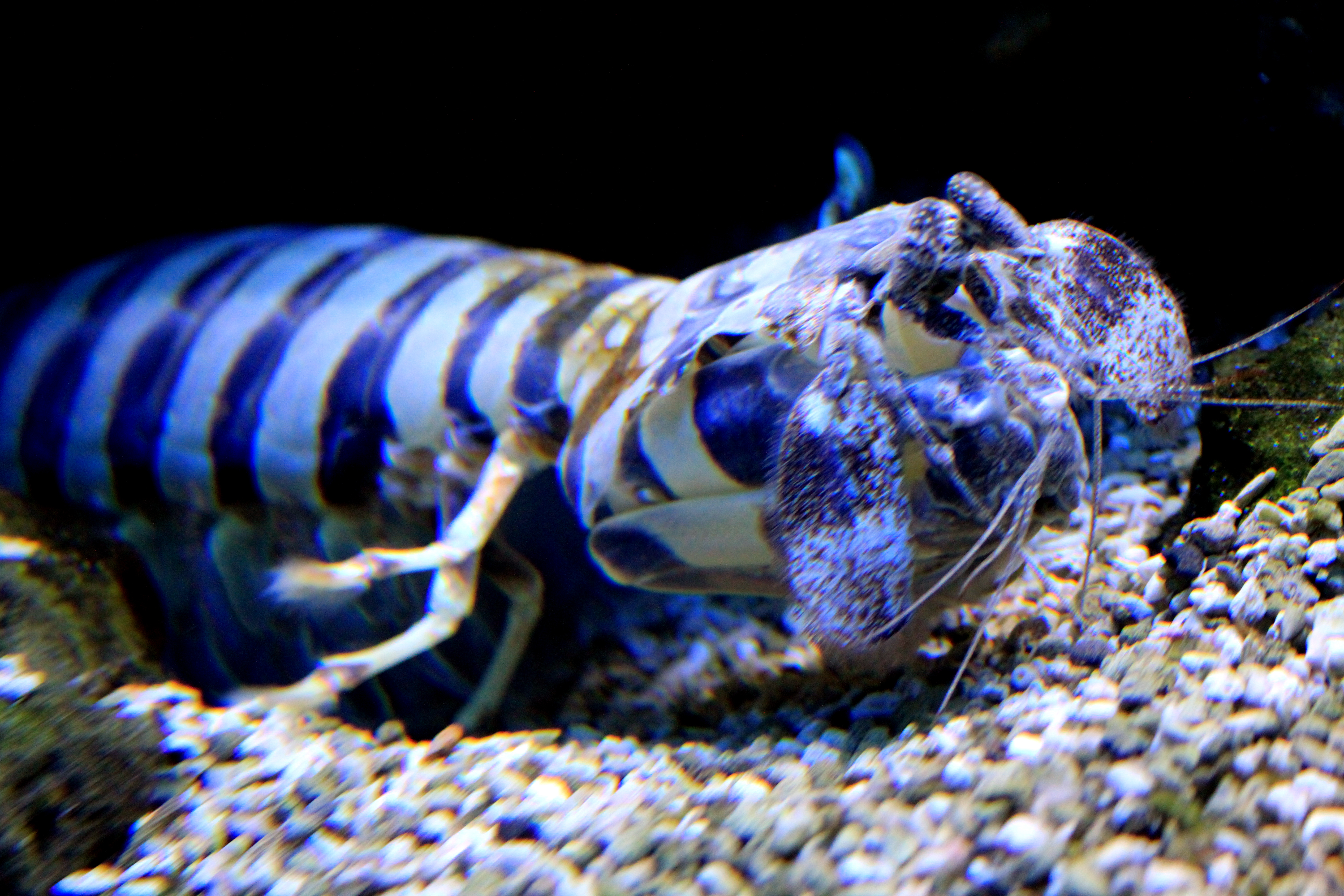
30cmを超える最大のシャコ類として知られるトラフシャコ

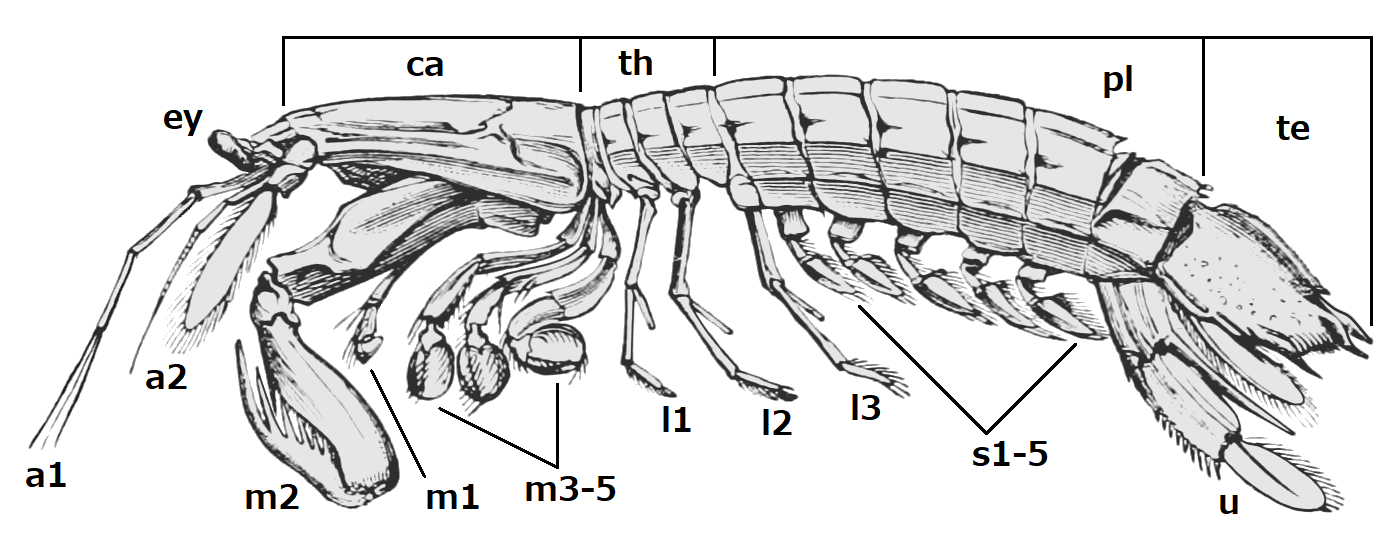
シャコ類の基本外部形態
a1: 第1触角、a2: 第2触角、ca: 背甲、ey: 複眼、l1-3: 歩脚、m1-5: 顎脚、pl: 腹部、s1-5: 遊泳脚、te: 尾節、th: 胸節、u: 尾肢

全長が30cmを超える大型種から数cm以下の小型種までを含む。体は細長い筒状で、頭部と胸部はやや小さく、腹部の方がよく発達して体長の半分を超えている。胸部は顕著にくびれるものからやや寸胴でくびれないものがある。体色は様々で、色薄いものから全身が鮮やかなものまで多岐にわたり、保護色、眼状紋（目玉模様）、蛍光や偏光を反射する部分をもつものも知られている。
他の多くの軟甲類（真軟甲亜綱）と同様、先節とそれ以降19節の体節は基本として前後で頭部・胸部・腹部という3つの合体節に分かれ、体節数に応じて頭部は5対、胸部は8対、腹部は6対の付属肢（関節肢）をもつが、頭部と胸部の分化が進むことで更に5つの合体節に分けられるという、節足動物全般的にも独特な体制をなしている。
本節は特記しない限り、成体の形態に基づいて記述する（幼生の形態はシャコ目#繁殖と発育を参照）。

### 頭部
頭部（head, cephalon）はやや小さく（現生種では体長の3分の1を超えない）、他の甲殻類と同様眼と上唇が由来する先節（ocular somite）と、5対の頭部付属肢が由来する第1-5体節（触角をもつ第1-2体節、および顎をもつ第3-5体節）から構成された合体節である。かつて、この頭部は直後の胸部の一部を含むと解釈され、長らく「頭胸部」（cephalothorax）と呼ばれていたが、2010年代以降ではこの見解は否定的である（後述参照）。
頭部全ての体節が癒合した通常の節足動物とは異なり、シャコ類の（少なくと単楯亜目では）眼と触角の体節を含んだ前半部（tagma I）は、顎と背甲をもつ後半部（tagma II, 顎頭域 gnathocephalon）と分節して可動で、頭部全体が更に2つの合体節に分けられる。眼と触角の合体節背面は体節数に応じて前後3枚の外骨格に分かれているが、普段は額角に覆われて目立たない。そのうち2枚目は眼鱗（ocular scale）といい、かつては眼と同様に先節由来と考えられたが、順番に基づくと、むしろ第1触角と同様第1体節由来の方が可能性が高い。これらの体節の腹面は1枚の外骨格に覆われ、これは先節由来の、直後のハイポストーマ（後述）の先端から遊離した一部だと考えられる。

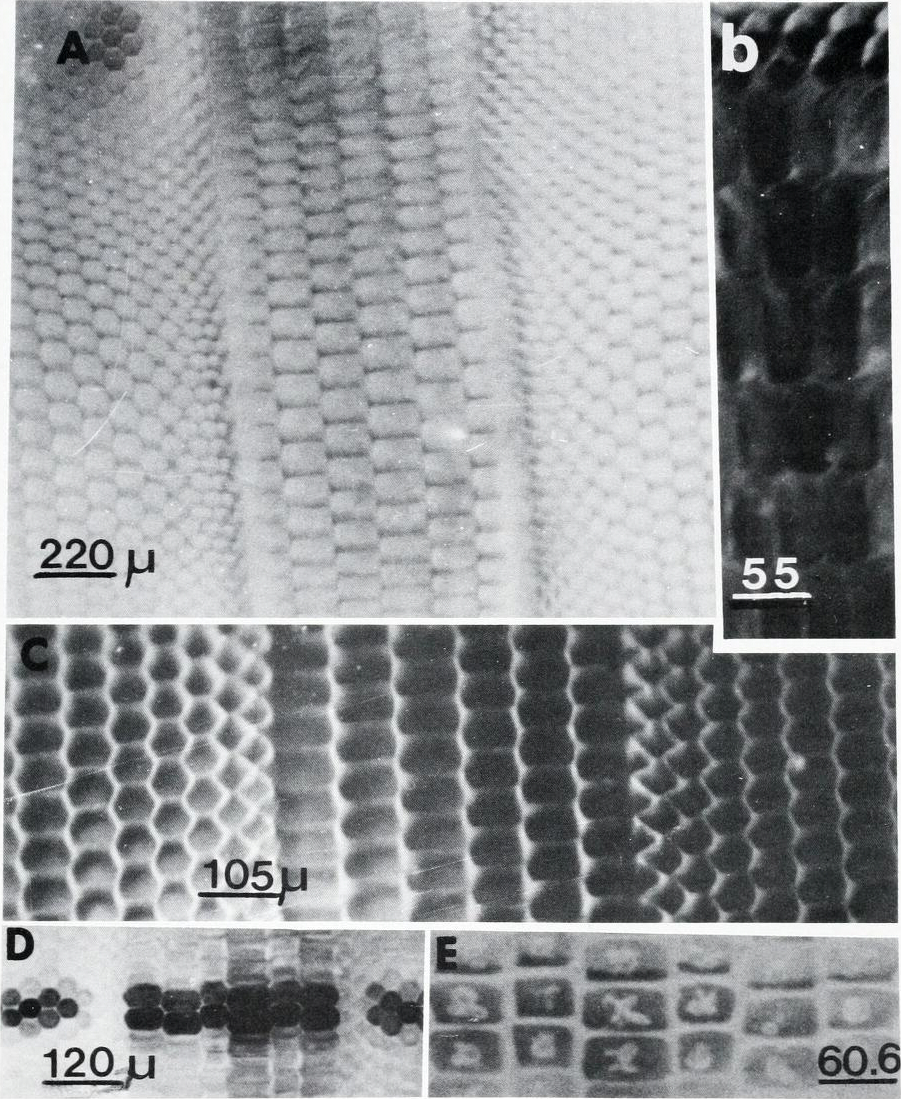
様々なシャコ類の複眼の mid band
a, b: 、c: 、d, e:

1対の複眼（compound eye）は能動的な眼柄に突出し、楕円形もしくは球形に発達した。通常、各複眼の表面は中央の帯状部分（mid-band）とその両辺の半円形部分（hemispheres）という3領域で上下に分かれ、mid-band はより大きく特化した個眼が6列並んでいる。ただし mid band の個眼列が2-3列のみ、または mid band を全くもたない例もある。両複眼の付け根の間には、前大脳に直結する黒い粒のような腹眼（ventral eye）をもつが、透明な外骨格に覆われて目立たない。
第1触角（antennula, 1st antenna）の柄部は長い3節で、先端の鞭状部（flagellum）は他の現生軟甲類（2本）と異なって3本あり、そのうち外側の2本は付け根が目立たない1節にまとめられる。第2触角（antenna, 2nd antenna）は二叉型で、内肢（endopod）の柄部は3節だが第1肢節は短縮し、鞭状部は1本のみ。外肢（exopod）は2節で第1肢節は短縮し、第2肢節はいわゆる触角鱗片（しょっかくりんぺん、第二触角鱗片、antennal scale）で、特徴的なヘラ状に発達して左右にぶら下がり、縁に剛毛（setae, 刺毛）が並んでいる。
背面を覆いかぶさった背甲（carapace, shield, 頭胸部解釈の場合は「頭胸甲」とも）は左右の縁が出張って、現生種を含む単楯亜目では全長を走る1対の縦溝（gastric groove）がある。背甲の先頭中央から突出した短いの額角（rostrum）は、蓋のように関節した可動の額板（rostral plate）で、眼と触角の体節を覆い被さる。昔口脚亜目と単楯亜目では背甲の後縁が胸部を覆わないが、古口脚亜目では後縁が大きく出張って、胸部左右もしくは全体を覆う例が見られる。
頭部の腹面は第2触角の付け根から口にかけて長い間隔があり、長大な三角形のハイポストーマ（hypostome、または口前部 epistome、頭楯 clypeus）に占められる。これは口を覆いかぶさった直後の短い上唇（labrum）と一体化して、先節由来の複合体（hypostome-labrum complex, epistome–labrum, clypeolabrum）をなしている。残り3対の頭部付属肢は目立たない顎で上唇の直後に集約し、1対の大顎（mandible）と2対の小顎からなる。大顎はほとんどが上唇に覆われて外からほぼ観察できないが、実際にはよく発達して硬化が進み、内側の鋸歯がそれぞれ前方と下方に向けて突出した2本の突起（前者は molar、後者は incisor）に沿ってLの字形に並んでおり、外側は原則として3節の細い大顎髭（mandibular palp）が伸びる。大顎の奥には1対の擬顎（paragnath）という、大顎をもつ第3体節の腹板（sternite）から変化した構造体をもつ。第1小顎（maxillula, 1st maxilla）は単調な形で、1本の爪と扇形の内葉（endite）をもち、外側は種類により粒状の痕跡的な小顎髭（maxillular palp）が見られる。第2小顎（maxilla, 2nd maxilla）は4節に分かれたヘラ状で、普段は上唇・大顎・第1小顎を覆うように畳んでいる。

### 胸部

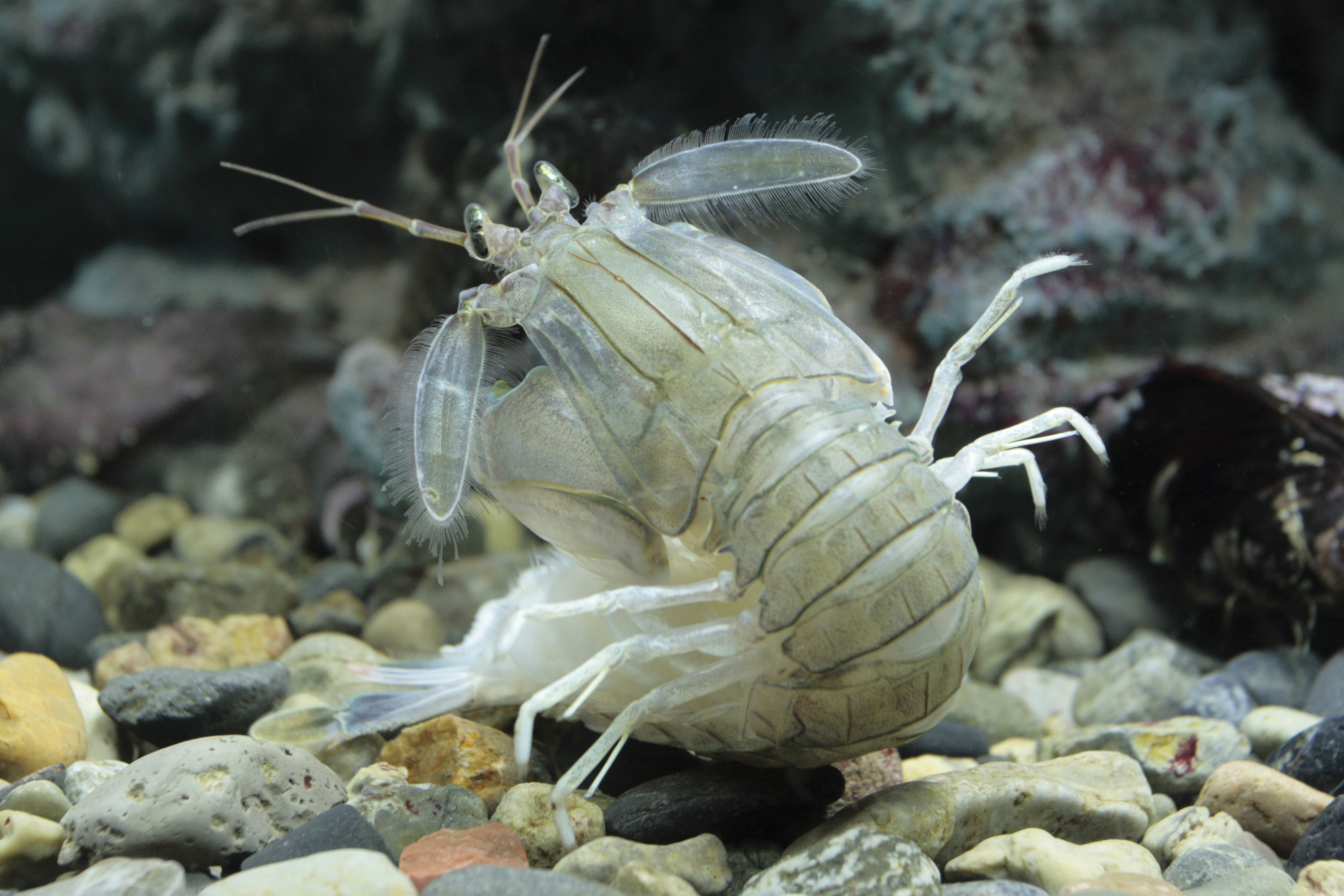
シャコ の前半身の背面。胸部後4節の背板と二叉型の歩脚が写る。

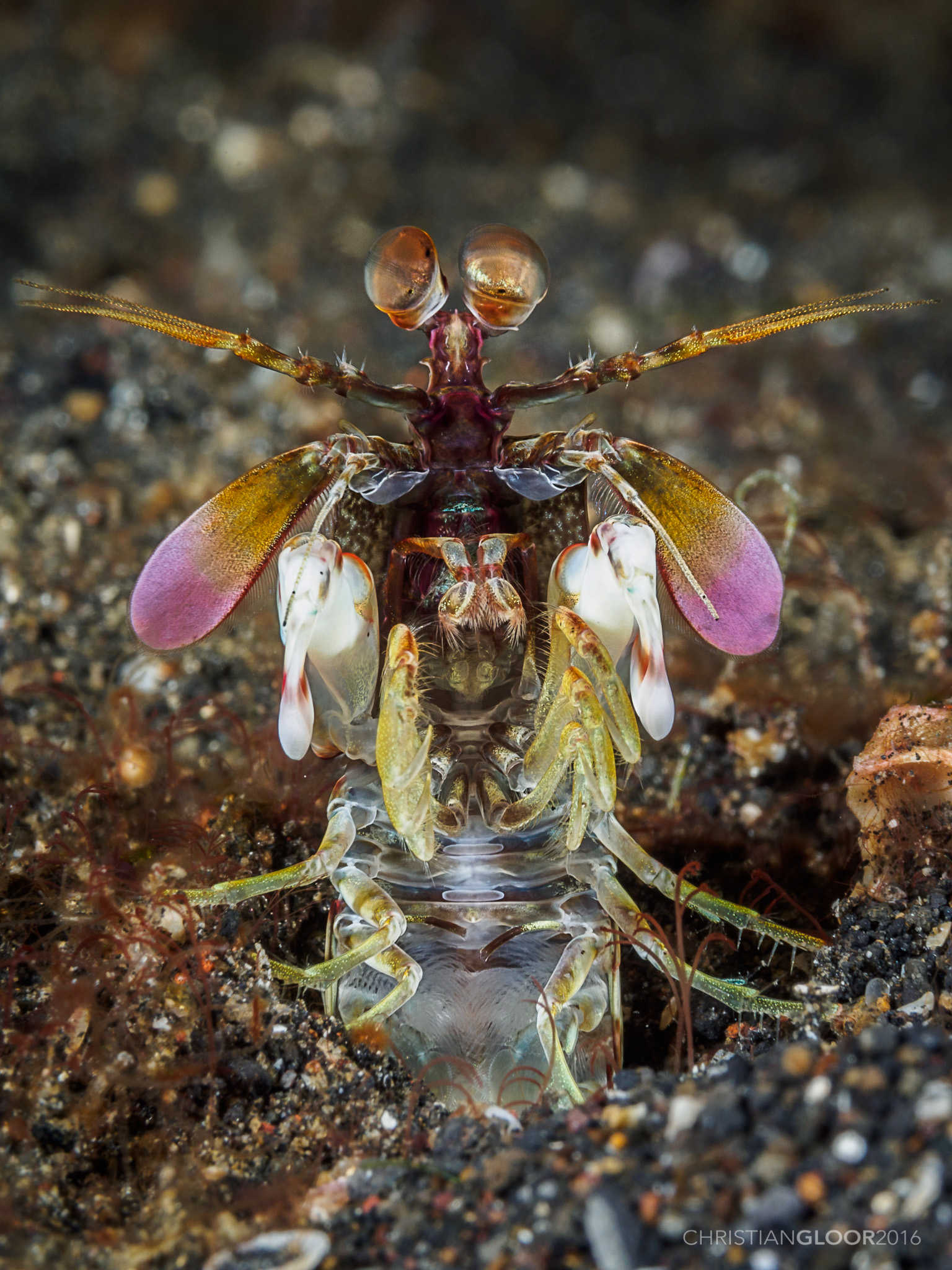
威嚇中の 。8対の胸肢が写る。

胸部（pereon, thorax）は8節の合体節で、顎脚をもつ第1-5胸節（第6-10体節）と歩脚をもつ第6-8胸節（第11-13体節）から構成される。後4節（第5-8胸節）は明らかに分節し、背面から後方ほど発達した4枚の背板（tergite）が顕著に見られるが、前4節（第1-4胸節）は一見では背面が頭部の背甲に覆われたため、2010年代以前では少なくとも一部が頭部に癒合と解釈され、まとめて「頭胸部」と呼ばれてきた（文献により癒合具合の解釈が異なり、第1胸節のみ・第2胸節まで・第4胸節までなどとする見解がある）。しかし、各付属肢の付け根から背面まで伸ばした体節の境目によると、これらの体節はいずれも背甲に癒合せず、単に背面の境目が背甲と第5胸節の間で極端に圧縮され、背板が退化的になっただけだと示される（第1-3胸節の背板は退化消失、第4胸節の背板は細く目立たない）。腹面は各胸節由来の8枚の腹板をもつが、第1-5胸節のものは極端に短縮し、集約した顎脚の付け根に挟まれる。
8対の胸部付属肢、すなわち胸肢（thoracopod）は前後で明確に5対の顎脚と3対の歩脚に分化され、それぞれ大きく異なった形態をもつ。これを基に、胸部は前後で更に2つの合体節（顎脚をもつ tagma III と 歩脚をもつ tagma IV）に分けられる。
5対の顎脚（maxilliped、または口脚）は第1-5胸節由来だが、普段は頭部の腹面を覆うように前に折り畳まれる。いずれも外見上では6節に分れ、先端2節は折りたたみナイフのように逆さまに折りたたんだ鎌状（亜鋏状 subchelate）構造で、外肢はなく（トラフシャコ上科の antizoea 型幼生のみがもつ）、付け根の側面に1枚の目立たない袋状の副肢（epipod、または外葉 exite）がある。第1顎脚は眼に届くほど細長く、先端の鎌は小さく目立たない代わりに、掃除用の数多く剛毛がブラシ状に並んでいる。それ以降4対の第2-5顎脚は、少なくとも最初の1対（第2顎脚）が本群最大の特徴である捕脚で、採餌用に特化し、先端ははっきりとした鎌をもつ（詳細は後述）。
3対の細い歩脚（walking leg、または胸脚 pereiopod）は第6-8胴節の両腹側から突出し、外側に折り曲がる。二叉型で、途中から2つに枝分かれたが、どっちが外肢でどっちが内肢については不明確である。長い方の分岐は歩行用の2節で、最終肢節はヘラ状で縁に剛毛が並んでいる。短い方の分岐は棒状から円盤状で、1節のみもしくは2節に分かれている（付け根が目立たない肢節をもつ）。これらの分岐より前の原節（protopod）は3節だが、前後の2節は短縮し、中央の長い1節のみ目立つ。なお、基盤的な絶滅群古口脚亜目と昔口脚亜目に関して歩脚の形態はほぼ不明で、昔口脚亜目の一部の種類は、歩脚先端がヘラ状でないことしか知られていない。

#### 捕脚

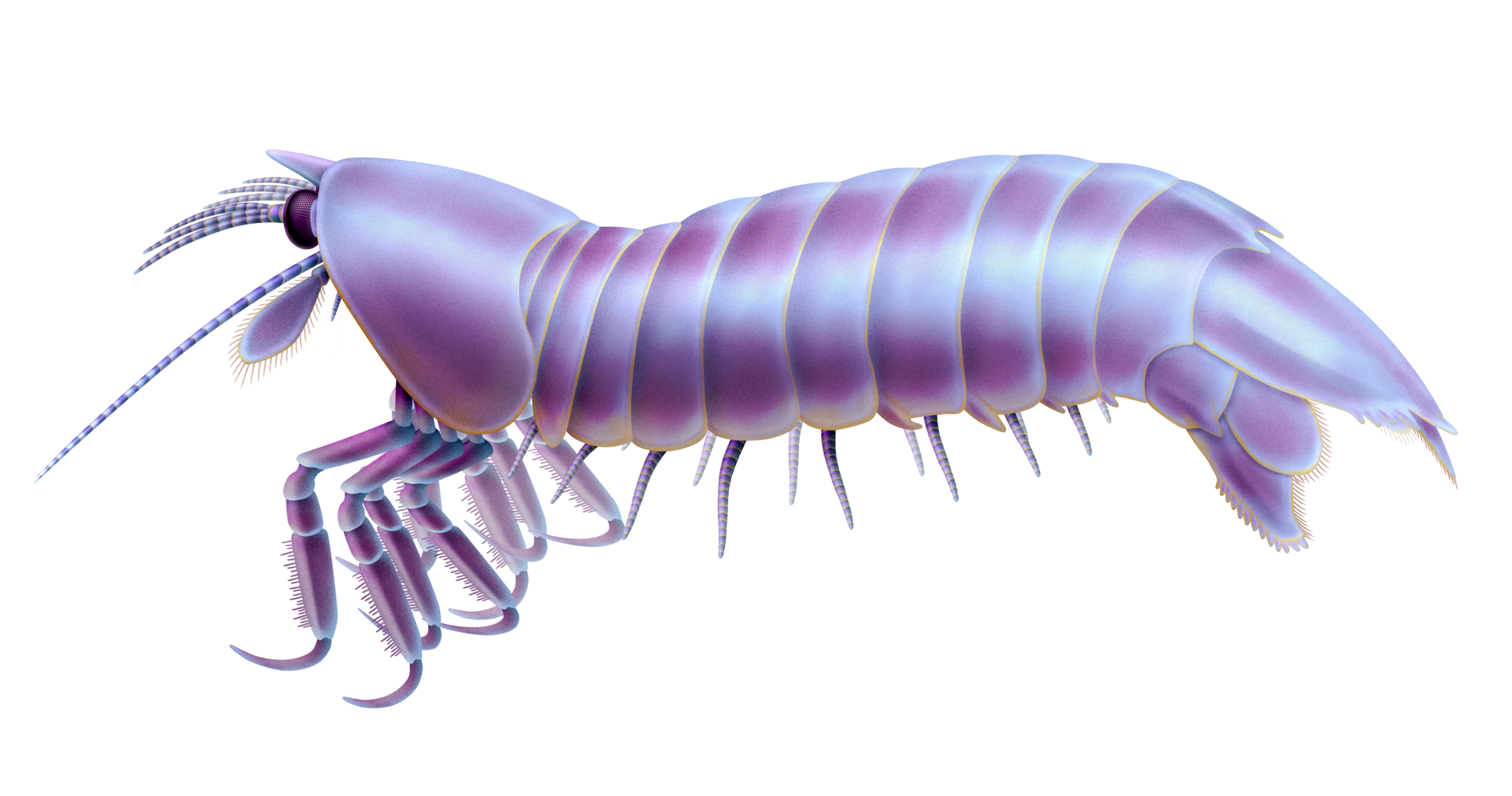
化石シャコ類 の復元図。同形の第1-4捕脚をもつ昔口脚亜目の一例。

シャコ類の代表的な特徴である捕脚（ほきゃく、raptorial claw, raptorial appendage, raptorial limb）は採餌用に特化した顎脚で、シャコ類の英名「mantis shrimp」に現れるように、カマキリの鎌（前脚）を逆さまにしたような造形をもつ。単楯亜目の現生種の場合は一般に第2顎脚のみ捕脚と呼ばれているが、基盤的な絶滅群（古口脚亜目・昔口脚亜目・Sculdidae科）まで範囲を広げると、分化程度（後述）により第3-5顎脚をも含め、第2-5顎脚を「第1-4捕脚」と呼ぶ。
Sculdidae科以外の単楯亜目（狭義の単楯亜目）では第2顎脚（第1捕脚）のみ飛び抜けて強大な捕脚（ballistic claw, ballistic thoracopod）で、最終肢節（鎌の刃）の外骨格の強化が進み、第3肢節は肥大化して大きな伸展筋（第4肢節を展開する筋肉）を格納される。第3肢節の前半部は所々に外骨格の硬化程度が異なり、鎌を射出する際に第4肢節（鎌の付け根）の展開速度を増幅する精密な機構をなしている。第4肢節の基部に関節した第3肢節前方側面は、Vの字型に分かれた硬い「meral-V」で、腹面を軸にして前後わずかに動ける。Meral-V の直後は、2つの特化した外骨格がそれぞれ上下にあり、背面は鞍（saddle, meral saddle）という、名の通り鞍ないしポテトチップスに似た形（双曲放物面）の構造体、腹面は腹側棒（ventral bar）という、 meral-V の付け根に連続し、全長が内側に折り返した長大な構造体である。この2つの外骨格は弾性エネルギーを蓄え、あわせて第4肢節の展開速度を増幅するばね（spring）となる。第3肢節内部の腹面に格納され、第4肢節を折り畳む屈曲筋の腱（flexor apodeme）には硬化した2枚の内骨格（sclerite 1, sclerite 2）があり、これは第3肢節外骨格内側の隆起と噛み合わせ、弾性エネルギーを蓄える際に第4肢節の固定と解放を操る止め具（latch）となる（これらの構造の動作の仕組みはシャコ目#捕脚の仕組みを参照のこと）。また、一部の種類は鞍に目立った眼状紋をもち、これは「meral spot」と呼ばれている。
単楯亜目以外の基盤的な絶滅群では、昔口脚亜目の Tyrannophontes gigantion のみ上述の構造（少なくとも鞍のみ）をもつことが知られている。
多くの場合、現生シャコ類は捕脚が得意とする捕食様式に応じて、おおまかに刺撃型（スピアラー、spearer）と打撃型（スマッシャー、smasher）の2タイプに分けられる。刺撃型は活動的かつ柔らかい獲物を捕獲するのに適したタイプで、捕脚の第5肢節（最終肢節と噛み合う部分）は更に肥大化して、最終肢節は左右に平たく内側に発達した棘（歯）が突出し、一部の種類は棘の縁に微小な逆棘が並んでいることも知られている。打撃型は硬い殻をもつ獲物を叩き割るのに適したタイプで、第3肢節（鎌状部分を射出する部分）の方が更に肥大化して、最終肢節基部の外側が肥厚な指節腫（dactyl heel, dactyl club）として棍棒状に膨らんでいる。一方、ハリツメシャコ科は前述のどのタイプにも当てはまらい中間型（intermediate、非分化 undifferentiated とも）で、捕脚は両者の中間的で単調な形をした（第3肢節は打撃型ほど肥大でなく、最終肢節は内側の棘も棍棒状の膨らみもない）。
残りの第3-5顎脚（第2-4捕脚）は、単楯亜目の現生種ではどれも明らかに第1捕脚より小さく、数多くの剛毛が内側に並んで、第1-3肢節は後方ほど短くなるが、残りの鎌の部分（第4-6肢節）、特に第3-4顎脚ではほぼ同形である。なお、基盤的な絶滅群（古口脚亜目・昔口脚亜目・基盤的な単楯亜目）とトラフシャコ上科の antizoea 型幼生では第2と第3-5顎脚の分化がそれほど極端でなく、全てが同じ程度に発達（古口脚亜目・昔口脚亜目の一部・antizoea 型幼生）、もしくは後方に向けて次第徐々に小さくなる（昔口脚亜目の大部分・基盤的な単楯亜目）。

#### 顎脚肢節の相同性

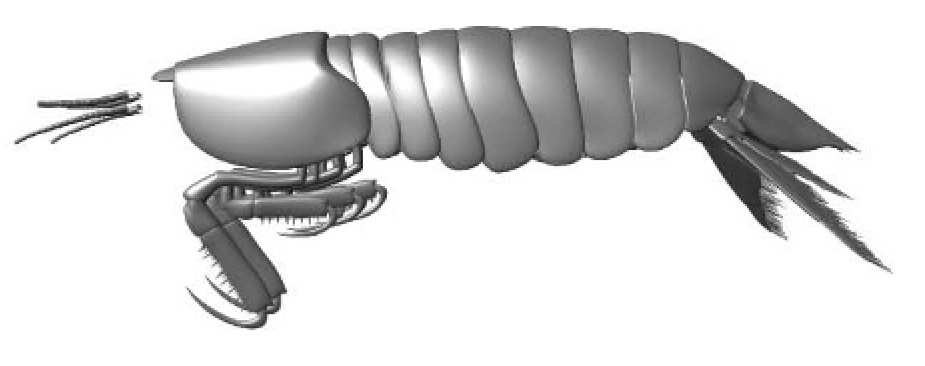
昔口脚亜目の Gorgonophontes の復元図。鎌の付け根に短縮した2節をもつ基盤的なシャコ類の一例。

知られる限り、シャコ類の顎脚は6節のみをもち、これは軟甲類の胸肢として基本である7節（底節 coxa・基節 basis・座節 ischium・長節 merus・腕節 carpus・前節 propodus・指節 dactylus）より1節少なく、いずれかの肢節が2つの肢節の癒合だと考えられる。長い間、その癒合は基部3節（外見上の第1肢節=底節+基節、もしくは外見上の第2肢節=基節+座節、もしくは外見上の第3肢節=座節+長節）のいずれかで起こし、残りの外見上の第4-6肢節は癒合していないと考えられたため、第4-6肢節は一般に腕節・前節・指節（元の第5-7肢節）と呼ばれていた。しかし、antizoea 型幼生の外肢は外見上の第2肢節の後縁に付くことが後に判明し、また軟甲類の外肢は座節（元の第2肢節）の後縁のみに付くことにより、シャコ類の顎脚底節・基節・座節はお互いに癒合せず、癒合はそれ以降の肢節（外見上の第3-6肢節のいずれか）で起きていたことが示される。また、基盤的な絶滅群古口脚亜目と昔口脚亜目は、鎌の付け根には短縮した2節が存在し、これは一般的にそれぞれ現生群の第3と第4肢節（鎌を射出する関節をなす2節）に該当すると考えられた。しかし、この2節の間の関節は現生群の第3-4肢節ほど折り返しておらず（その1個前の関節の方が現生群の鎌を射出する関節に近い）、先端側の肢節も鎌と一体化する傾向が見られるため、基部側の肢節は現生群の第4肢節、先端側の肢節は現生群の第5肢節の前半部に対応するとも考えられる。これによると、現生群の第3と第4肢節（”長節/座節+長節”と”腕節”）は順番通りに座節と長節で、外見上の第5肢節（”前節”）は、実際には癒合した腕節と前節（元の第5と第6肢節）であるかもしれない。 
| 外見上の肢節番目解釈 | 1                   | 2                   | 3                   | 4         | 5                   | 6         |
| -------------------- | ------------------- | ------------------- | ------------------- | --------- | ------------------- | --------- |
| 底節+基節説          | 底節（1）+基節（2） | 座節（3）           | 長節（4）           | 腕節（5） | 前節（6）           | 指節（7） |
| 基節+座節説          | 底節（1）           | 基節（2）+座節（3） | 長節（4）           | 腕節（5） | 前節（6）           | 指節（7） |
| 座節+長節説          | 底節（1）           | 基節（2）           | 座節（3）+長節（4） | 腕節（5） | 前節（6）           | 指節（7） |
| 腕節+前節説          | 底節（1）           | 基節（2）           | 座節（3）           | 長節（4） | 腕節（5）+前節（6） | 指節（7） |

### 腹部
腹部（pleon, abdomen, tagma V）は6節（第14-19体節）の合体節で幅広く、体長の半分を超えるほど発達した。各腹節に由来する6枚のアーチ状の背板は背面を覆い、6枚の腹板と6対の付属肢（腹肢 pleopod）は腹面に配置される。
腹肢は全てが二叉型で、前5対は遊泳肢（swimmeret）、最終1対は尾肢（uropod）として分化される。遊泳肢は第1-5腹節の腹面からぶら下がり、柔らかく、外肢の付け根前方から毛束状の鰓が生えている。このように腹肢から突出した鰓は、知られる軟甲類の中でシャコ類と奇游類のみがもつ。現生種を含む単楯亜目では遊泳肢の外肢・内肢ともヘラ状だが、基盤的な絶滅群では知られる限り、Tyrannophontes 以外の昔口脚亜目の外肢は数多くの節に分れた円錐状である。尾肢は第6腹節の両腹面から左右に張り出して、遊泳肢より硬化が進み、単楯亜目では原節（第1肢節）腹面の後縁から1-2本の強大な棘（basipodal spine, tail spike, 2本の場合はまとめて「叉状突起」と呼ぶ）が突出する。内肢は常に1節のみ、外肢は単楯亜目の現生系統群（Verunipeltata）では基部節と末節の2節、基盤的な絶滅群（古口脚亜目・昔口脚亜目・基盤的な単楯亜目）は末節を欠けて基部節のみをもつ。基部節の外縁には数本から十数本の可動棘（movable spine）が並んでいる。
第6腹節の直後には1本の平たい尾節（telson）があり、直前の尾肢とともに扇形の尾扇（tail fan）をなしている。単楯亜目の尾節は幅広い円盤状で、外骨格の強化が進んでいる。一方、基盤的な絶滅群古口脚亜目と昔口脚亜目の尾節はほとんどがやや細い三角形である。縁には3対前後の棘（marginal spine, 主要棘）が生えて、これは種類や位置により可動もしくは不動である。また、尾節の背面は少なくとも正中線に1本の隆起線（dorsal median carina）がある（トラフシャコ科の場合は正中線が控えめな膨らみで、文献により隆起線扱いされない場合がある）。

### 循環系
体腔の背面にある心臓はほとんどの軟甲類（心臓が胸部に集中する）とは異なり、胸部から腹部まで長大に伸ばしている。動脈は心臓の前後からそれぞれ頭部と尾節に、両縁から付属肢に応じて15対（第2-9対は胸肢、第10-15対は腹肢）並んでいる。

### 消化系
口の直後にある袋状の前胃（proventriculus）は、前半部（cardiac stomach）が頭部の大部分を占めるほど前に大きく伸ばしている（ハイポストーマとほぼ同じ長さ）。後半部は幽門と数枚の内骨格でできたくびれ（pyloric stomach）で、内壁に細かい櫛状の剛毛があり、頭部と胸部の境目（第2小顎と第1顎脚の間）まで続く。くびれの直後は横で3つに枝分かれ、そのうち中央は尾節まで伸ばした単調な消化管（中腸と後腸）で、左右は前胃のくびれから尾節まで長大に発達した消化腺（digestive gland, 中腸線）となり、両縁は付属肢の位置に対応する枝が並んでいる。中腸は第5腹節以降から少し太い後腸で、尾節の肛門直前でやや嚢状に膨らむ（anal sac）。

### 神経系
中枢神経系の中で脳は他の軟甲類と同様、先節と第1-2体節由来の脳神経節（cerebral ganglion、前大脳 protocerebrum・中大脳 deutocerebrum・後大脳 tritocerebrum を含む）は消化管の前で一体化して、眼と触角をもつ先頭の体節に格納される。発達した視神経とキノコ体は、前大脳から大きく離れて複眼の眼柄に収まれる。脳の直後は長大な食道孔（oesophageal foramen）で、食道の左右に並んだ長い食道環連合（circumesophageal connective）を介して腹神経索（ventral nerve cord）に繋ぐ。腹神経索の前方、すなわち大顎、小顎と顎脚の神経節は集約して食道下神経節（subesophageal ganglion）となり、それ以降の歩脚と各腹節の神経節は同規的なはしご形に並んでいる。

### 雌雄

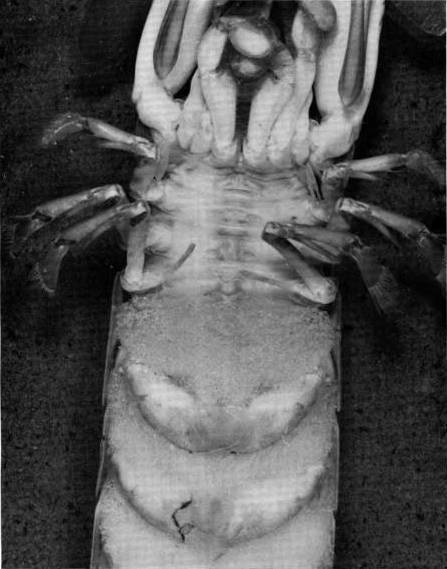
の雄の胸部腹面。第3歩脚付け根の内側から突出したペニスをもつ。

雌雄異体で他の軟甲類と同様、腹面1対の生殖孔（gonopore）は雌で第6胸節、雄で第8胸節に開口する。胸部の生殖孔から1対の生殖腺（雌は第6胸節から卵巣、雄は第8胸節から精巣）が背面の心臓と腹面の消化管の間で腹部まで長大に伸ばし、末端は尾節で会合する。
雌の場合、生殖孔は第6胸節の腹板に集約し、その間の内部は精子を貯蔵する袋状器官（seminal receptacle, female vaginal pouch）に連結される。第6-8胸節の腹面には（卵をねばつく物質を分泌する）3つのセメント線（cement gland）が腹板ごとに並んで、その唯一の開口（cement-gland pore）は第6胸節の腹板で生殖孔の直後に開く。
雄の場合、それぞれの生殖孔に当たる部分は細いペニス（penis, testes、生殖脚とも）として第3歩脚（第8胸肢）の付け根内側から突出し、末端に大小2つの開口があり、大きい方（genital orifice）は精巣、小さい方（accessory gland orifice）は雌の生殖孔を塞ぐ物質を分泌する腺（accessory gland）の開口となる。また、雄の第1腹肢（遊泳肢）の内肢はやや特化した構造をもつ。
上述の生殖器以外では、ほとんどの種類の性的二形は不明瞭である。ごく一部の種類のみ顕著な性的二形が見られ、例えばトラフシャコ属（Lysiosquilla）とホントラフシャコ属（Lysiosquillina）は雄に比べて雌の第1捕脚が華奢で、体色もやや異なる。

## 生理学と生態
体の各部位の役割分担が進み、大まかに前後でそれぞれ感覚（複眼と触角）・摂食（上唇・大顎・小顎）・掃除（第1顎脚）・採餌（捕脚/第2-5顎脚）・歩行（歩脚）・遊泳（腹肢）を担う。現生種において、強大な第2顎脚（第1捕脚）は主要な捕食器官で、尾扇（尾節と尾肢/第6腹肢）とともに闘争と防御にも用いられる。体の各細部（眼・触角・頭部の左右・胸部と腹部の腹面）を掃除用の第1顎脚は一部の雄では求愛行動にも使われ、採餌用の第3-5顎脚（第2-4捕脚）は雌では卵を抱いて保護する役割も果たしている。
精妙に強化した外骨格・特化した視覚・捕脚のパワー増幅システム・学習能力をもつ上で、巣穴の作成と管理・強力かつ戦略的な捕食行動・特殊な信号を用いた視覚的交流などを行うことも知られ、全ての種類に兼ね備えるとは限らないが、シャコ類から突出した生理学と行動学的特性が多く取り上げられる。そのうち外骨格の強化が最も進み、独特な闘争行動まで兼ね備えた打撃型の種類が特に注目される。

### 外骨格の強化
シャコ類の捕脚の最終肢節（指節）、尾節と尾肢原節の棘は、外骨格（クチクラ）の構造が複合装甲のように精妙に強化され、外層は硬いが、内層は比較的柔軟な繊維がらせん状に組み上がげられる。これは攻撃と防御の際に受けた衝撃を分散させ、壊滅的な損傷を防げる（亀裂ができても広がらない）ほどのダメージ耐性をもつ特殊な構造である。この強化は打撃型で特に進み、捕脚の指節腫と尾節の隆起線は極めて肥厚で、強力な衝撃力に耐えれなければならない捕食（シャコ目#食性を参照）と闘争行動（シャコ目#闘争を参照）に適していた。また、捕脚のパワー増幅システム（後述参照）のばねとして機能する鞍は、双曲放物面な形と2重（外側はセラミック、内側はキチンとタンパク質）の外骨格構造で応力集中と界面剥離を防ぎ、強力な弾性エネルギーを蓄える構造になっている。

### 視覚
シャコ類は動物界の中でも飛び抜けて特化した視覚系をもつ。発達した複眼は3領域の視野を70%以上重なることにより、片目だけでも三眼視（trinocular vision）の立体視ができ、物の距離などの三次元情報を読み取れる。この紐状の狭い視野で周りをスキャンするように、シャコ類の複眼は、常に不規則で様々な方向に回る。両複眼の間にある小さな腹眼は、明るさの感知なと補助的な機能を担っている。
発達した mid band（中央の紐状領域）を有する種類の複眼には10種以上（種類により16から21種）の光受容体をもち、これは知られる動物の眼の中で最も多い（ほとんどの動物は3種のみ）。Hemispheres（上下の半円形領域）は通常の甲殻類のように2種類の光受容体をもつが、残り十数種は mid band にまとめられ、上から第1-4列は色覚と紫外線、第5-6列は円偏光識別という、個眼列ごとに異なる種類の光受容体が配置される。そのため、シャコ類の複眼は種類により色の違い（色覚）だけでなく、紫外線や偏光（円偏光）まで識別できる。前述の視覚に対応するように、一部の種類に見られる捕脚の眼状紋、または蛍光・紫外線・偏光などを反射する部分は、個体の種類や闘争能力（後述参照）などの情報を伝える信号として用いられたことも示される。
上述の特徴を踏まえて、シャコ類はかつて他の動物よりも優れた色覚をもつと考えられていたが、ヒトなどの3色型色覚よりも可視光を区別する能力が劣っていることが後に判明した（ヒトは波長差1-5nmでも区別できるが、実験対象のシャコ類 Haptosquilla trispinosa は波長差を12-25nmに狭まると区別できなくなる）。これは、シャコ類は複数の光受容体から受け取った信号を中枢神経系（脳）が処理して混合色を作るわけではなく、各種の光受容体がそれぞれ特定の色を直接的に感じ取ったからだと推測される。この仕組みは色覚が劣る代わりに、脳に負荷がかかる比較作業を必要としないため、光学的信号を素早く見分ける必要のあるシャコ類の様々な生態行動（特に超高速の打撃を用いた打撃型の捕食と闘争）に適したものだと考えられる。

### 生息環境と活動様式
ほとんどは海産で一部に汽水性のものがある。寒帯から熱帯まで世界中に広く分布する。刺撃型の種類は夜行性の待ち伏せ型で海底の砂や泥、打撃型の種類は昼行性かつ徘徊性で熱帯と亜熱帯の浅海域を好んで生息する傾向が見られる。また、保護色として生息環境に溶け込むように体色と模様が地域ごとにバリエーションをもつものも知られ、ホソユビシャコ科の種類が特に顕著である。
底生性で、海底の環境で巣穴を作って生活し、この巣穴は休憩・捕食・脱皮・交尾・抱卵などを行う場所となる。多くの場合、打撃型の種類はサンゴ・サンゴ礁の破片・岩・貝殻・サンゴモ・稀にカイメンなどの硬い素材、刺撃型の種類は海底の砂や泥などの柔らかい堆積物で垂直もしくはUの字型の坑道を掘って巣穴を作る。例えば刺撃型であるシャコ科の中で、日本に分布するシャコ属のシャコ（Oratosquilla oratoria）などは海底の泥や砂泥に大小1対の開口部をもつU字型の巣穴を作る一方、アメリカのロードアイランド州に分布するホンシャコ属には寒さを避けるため垂直な巣穴を掘る種類があり、巣穴の長さが4mを超えるものもある。ただし、前述のカテゴリに当てはまらない例外もいくつかある。例えば打撃型であるハナシャコ科はサンゴ礁破片に覆われた柔らかい堆積物で巣穴を掘り、細かい破片で坑道の内壁を補強する。刺撃型の中で Parvisquilla 属は硬いサンゴに潜んだ多毛類の棲管を巣穴とし、Coronididae 科の一部の種類は坑道を掘らず、サンゴ礁破片と砂の間で巣穴を作る。中間型であるハリツメシャコ科は、刺撃型のように柔らかい堆積物で坑道を掘る。
巣穴を作成する時には第3-5顎脚で素材を運搬し、堆積物で作る場合は腹肢と尾節まで坑道を掘るのに用いられる。
巣穴の入り口は種類や場合によって常に開く（シャコ科）、何らかの素材で埋められる、もしくは岩や貝殻で周りを装飾される（ハリツメシャコ科）。例えば多くのトラフシャコ科の種類は堆積物で入り口を埋めて、眼と触角のみ表面に出して獲物を待ち伏せる。フトユビシャコ科などの昼行性の種類は、明け方で巣穴から出たあと入り口を開けっぱなしで、夕暮れの帰巣で再びそれを閉じる。

### 移動と呼吸

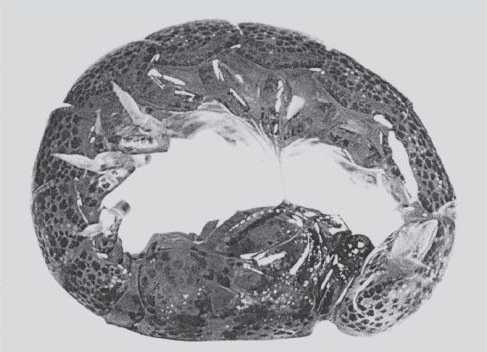
のでんぐり返し（頭部は中下、尾節は右下、進行方向は右に向く）

シャコ類は3対の歩脚で歩行し、波打つるように遊泳肢（第1-5腹肢）を前後に羽ばたいて遊泳する。遊泳肢の毛束状の鰓は主要な呼吸器である同時に、顎脚付け根の目立たない副肢も補助的な鰓だと考えられる。
特殊な移動手段をもつ例として Nannosquilla 属の種類が挙げられる。この属のシャコ類は平たく細長い体と短い歩脚で、砂浜に打ち上げられると歩行の代わりに体を垂直の環状に曲げて、逆さまにでんぐり返しながら水のある場所まで移動する。

### 捕脚の仕組み
単楯亜目の現生シャコ類の捕脚（第2顎脚）は、鎌を開きながら射出する刺撃（spearing）と、鎌を閉じたままで射出する打撃（smashing、いわゆる「シャコパンチ」）のいずれかを繰り出せる。刺撃型と打撃型の種類は名の通りそのいずれかを得意とするが、どれも必要に応じて射出方法を入れ替われる。
シャコ類の捕脚の射出は、知られる動物全般の中でも随一の超高速運動（ultrafast movement）で、継続時間は種類により異なるが、遅くも約25ミリ秒（トラフシャコなど）、速いものは3ミリ秒未満（モンハナシャコなど）に及ぶ。これは筋肉の入力のみならず、弾性エネルギーで射出する弓矢のようにばねと止め具、および4棒リンク機構（4-bar linkage）の原理を兼ね備え、第3肢節の筋肉・外骨格・内骨格で精密に構成されたパワー増幅システム（power amplification system）を用いて繰り出したもので、その運動の流れは次の通りに挙げられる。
1. 蓄積：屈曲筋と伸展筋の同時収縮により、屈曲筋の腱にある内骨格（sclerite 2）は第3肢節外骨格内側の隆起と噛み合わせ、止め具として第4肢節の展開を防ぎながら、meral-V は第4肢節に押し込まれて後方に曲がり、その直後の鞍と腹側棒は meral-V の圧迫でしなり、ばねとして弾性エネルギーを蓄える。
2. 射出：腱の内骨格と第3肢節外骨格内側のロックは屈曲筋のリラックスにより解けられ、鞍と腹側棒は圧迫から解放され元の形に復原し、その弾性エネルギーを受けた meral-V は上方が前に突き出す。第4肢節は meral-V の動作により瞬時に展開し、鎌を射出する。

上述の一連の運動の中で、蓄積は刺撃型、射出は打撃型の方が速い（言い換えれば、刺撃型は射出、打撃型は蓄積が遅い）。これはそれぞれの捕食方法への適応（後述参照）と、筋肉の力強い（筋節は長い）ほど収縮が遅い性質によるものである。打撃型の高速な射出を繰り出すばねをしなる伸展筋は、刺撃型のものより強大のため収縮はより遅い。すなわち、シャコ類は捕脚を高速に射出するほど、長い蓄積時間が必要となる。
打撃型の打撃は非常に高速（例えばモンハナシャコの場合は約20メートル毎秒、平均運動継続時間2.7ミリ秒、最大加速度約105メートル毎秒毎秒）のため、強力だけでなく、対象に当った所の水は瞬時の圧力差によりキャビテーションが起こして沸騰し、打撃の直後（約200マイクロ秒後）でそれに匹敵するほどの2回目の衝撃を与えている（例えばモンハナシャコの打撃は400-1500ニュートン、キャビテーションは約500ニュートン）。知られる限り、刺撃型の射出はこのような現象を起こらない。
この射出運動、特に打撃型のものはリアルタイムでコントロールできない（運動神経伝導速度が追いつけない）ほど高速で、自身の捕脚にダメージを与える危険性も伴うほど強力なものだが、運動神経系の活動記録によると、打撃型は射出前の蓄積段階で伸展筋の収縮を調節し、事前に射出速度を変えることが知られている。これにより、打撃型は状況に応じて射出速度/打撃力を中枢神経系で先行予測（feed-foward）的に調節し、打撃がもたらすダメージコストを減らせることが示される。刺撃型の小型種も、射出速度が獲物との距離に応じて変わることが知られ、前述のような事前調節を行ったことが示唆される。

### 食性
単楯亜目の現生シャコ類は獰猛な捕食者（raptorial predator）であり、前述のパワー増幅システムを利して、強大な捕脚（第2顎脚）を瞬時に射出して他の海棲動物を襲い、制圧した獲物を第3-5顎脚で千切り、肉片を口元の大顎に運んで咀嚼する。吞み込んだ内容物はまず前胃に蓄えて消化液に浸し、約半時間後から中腸前端の分岐を介して左右の消化腺に流れ込む。消化腺は蠕動で内容物を1時間以上に循環させた後、また同じ分岐を介して内容物を中腸以降の消化管に押し込む。消化腺で行われる後述の過程は、前胃に蓄える内容物が無くなるまで繰り返す。
刺撃型は巣穴の入り口で待ち伏せ、通りすがりの魚・エビ・多毛類・イカなど活動的かつ柔軟な獲物を捕食するのが得意である。主に鎌を開きながら捕脚を射出し、内側の発達した棘で獲物を突き刺しては鎌を閉じて捕獲する。捕脚を元の姿勢に折り畳んで確保した獲物をそのまま第3-5顎脚のところに運び、その小さな鎌で獲物を掴みながら分解する。打撃型に比べると、刺撃型は大型ほど捕脚の弾性エネルギー蓄積はより早く、射出はより遅い（例えば小型の Alachosquilla vicina は蓄積約1.1ミリ秒で射出約3.3ミリ秒、大型のトラフシャコは蓄積運動がほぼ観察できず、射出約25ミリ秒）。これは一見して意外（刺撃型は動きが速い獲物を素早く捕食する必要があるため、検証されるまででは打撃型より射出速度が速いと予想された）だが、この射出速度は他の魚食動物に相当で、そもそも充分速かったとされる。むしろ蓄積が早いことで、動きが速い（逃れやすい）獲物に対してより短時間内で対応できるようになり、捕食の成功率を保っていたと考えられる。
打撃型は徘徊で餌を探し、貝・ヤドカリ・カニなど硬い殻をもつ獲物を捕食するのが得意である。主に鎌を閉じたままで捕脚を射出し、最終肢節の指節腫で繰り出した強力な打撃とキャビテーション（前述参照）の衝撃で獲物の殻を叩き割る。制圧された獲物は、第3-5顎脚で破壊された殻の隙間から肉片を切り取る。巻貝を叩き割る際には殻の形により打撃場所を変えて、戦略的に割れやすい部分を狙うことも知られている。例えば Neogonodactylus bredini は、アマオブネガイ科とタマキビ科の丸い殻を殻口、オニノツノガイ科の縦長い殻を螺塔から重点的に叩く。刺撃型に比べると、打撃型の捕脚は弾性エネルギー蓄積はより遅く、射出はより速い（蓄積約半秒、射出約2ミリ秒）。打撃型の主食とする獲物は原則として速い移動をせず、素早く捕食する必要はないため、この性質は獲物を素早く確保するためではなく（遅い蓄積もこの捕食方法には不向き）、強力な打撃に向けて特化した結果だと考えられる。また、同種の中で大型ほど打撃が遅いことも知られている。
多くの場合、刺撃型と打撃型の主食と得意な捕食方法は上述の通り明らかに異なる。しかし、刺撃型と打撃型はいずれも刺撃と打撃ができて、柔らかい獲物と硬い獲物の両方を餌とし、主食は異なるが、完全な専門食者ではない。また、外見上はれっきとした刺撃型/打撃型であるにもかかわらず、柔らかい獲物と硬い獲物の両方を等しく摂食した例（例えば刺撃型のシャコ (Oratosquilla oratoria) と打撃型の Neogonodactylus bredini）もいくつか知られている。
なお、基盤的な絶滅群古口脚亜目とTyrannophontidae科以外の昔口脚亜目の種類は、第2-5顎脚（第1-4捕脚）の分化が現生種ほど極端でなく、第2顎脚も強大化していないため、活動的な捕食者ではなかったと考えられる。これらの種類は第2-5顎脚が全て同じ役割を担い、他の動物の遺骸を掴んで摂食する腐肉食者であったと考えられる。

### Meral spread

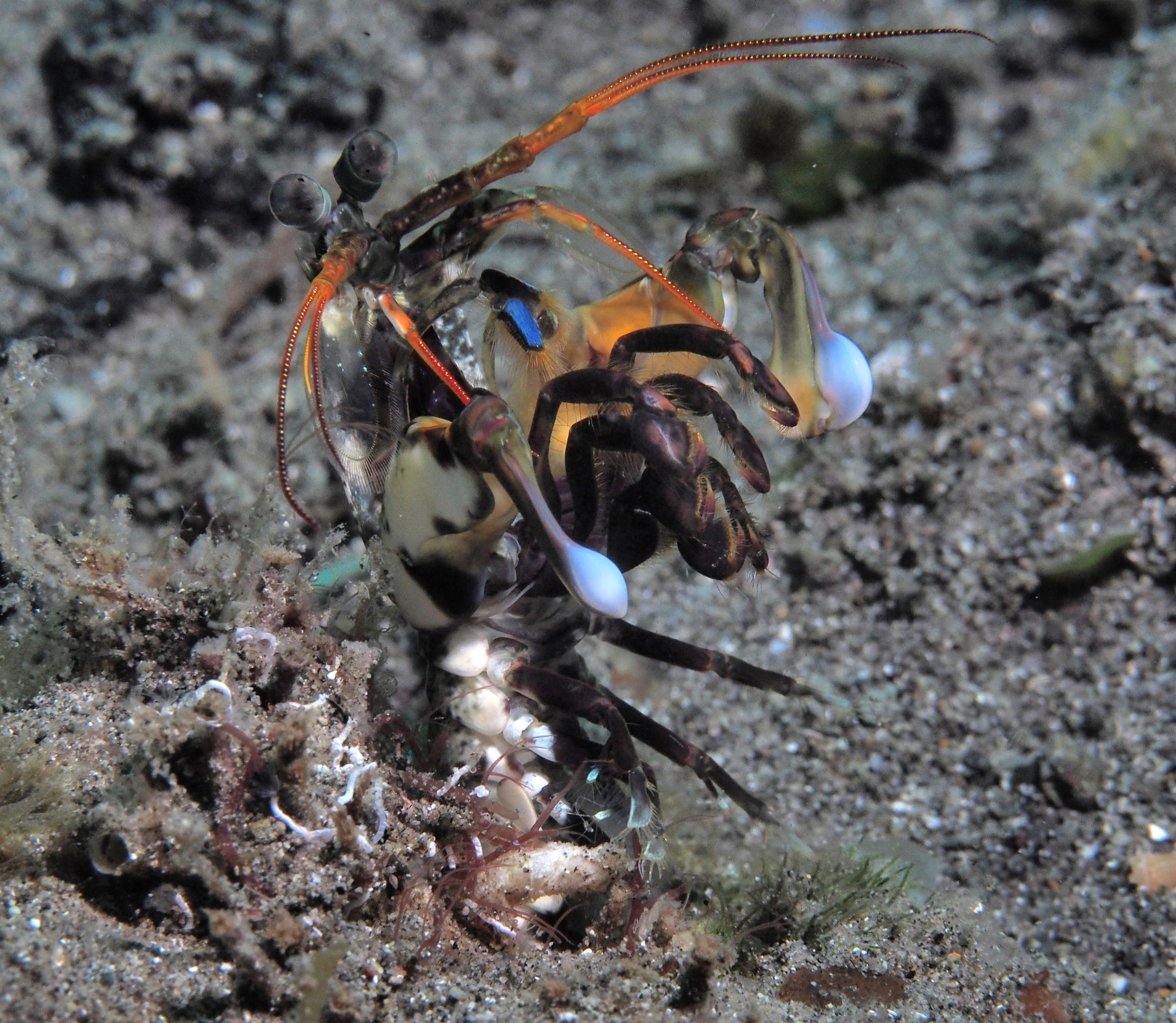
打撃型のシャコ類の1種の meral spread

シャコ類は「meral spread」という、触角と捕脚を張り出したディスプレイをする場合がある。この姿勢は種類や状況によって異なる役割を担い、主に対捕食者威嚇・対同種威嚇・求愛行動という3つの機能が知られている。対捕食者威嚇の meral spread はシャコ類全般に共通で最も派手、頭部を大きく反り上げて、捕脚第4-6肢節を最大限に広がっている。一方、対同種威嚇の meral spread は動きが控え目で、捕脚を相手に向けて頭部を反り上がらない。また、捕脚の鞍に眼状紋をもつ種類の場合、meral spread は普段が頭部に隠された眼状紋を前にして目立たせる。
Meral spread は打撃型が最も多機能的で、対捕食者威嚇・対同種威嚇・求愛行動の全てに用いられる。そのうち眼状紋をもつ科とハナシャコ科が最も派手、体色が鮮やかな種類ほど攻撃的になる傾向がある。一方、刺撃型では主に対捕食者威嚇のみに用いられ、トラフシャコ科のみ対同種にも使われている。

### 闘争
打撃型のシャコ類は同種内で雌雄に関わらず、巣穴の略奪と守護のために闘争を行うことが知られている。この闘争行動は「telson sparring」といい、侵入者は捕脚の打撃で巣穴の居候者を攻撃しては、体を丸めて耐衝撃性の尾節を前にして、盾のように居候者の打撃を受けて攻防戦を繰り返す。闘争の前に、居候者は往々にして捕脚を広げて威嚇（meral spread、前述参照）をし、鞍に眼状紋をもつ場合はそれを前にして目立たせる。居候者はこの威嚇で自分の実力を示し、侵入者もまたそれを測ることができたと考えられる。例えば Neogonodactylus oerstedii は、眼状紋が濃い個体ほど強い打撃を繰り出し、居候者が眼状紋を人為的に白く塗りつぶされると、侵入者は通常より警戒を解けて攻撃的になることが知られている。また、無防備で打撃も繰り出せない脱皮直後の居候者は万が一侵入者に遭うと、闘争できない代わりに虚勢としての威嚇をする。もし侵入者が逆にこの虚勢で攻撃的になった場合、居候者は身を守るため巣穴を放棄して逃げるが、小型の侵入者には効果的で、往々にして虚勢に騙されて撤退する。
この闘争は打撃型で多く見られる一方、刺撃型には見当たらず、これはそれぞれの生息環境に大きく関与すると考えられる。刺撃型の巣穴は堆積物（砂や泥など）という豊富な資源を利用するのに対して、多くの打撃型が住み着く岩やサンゴ礁などの硬い素材は、巣穴になれる場所（隙間）が限られている。その結果、巣穴の占領は打撃型の間でより重要になり、刺撃型以上に攻撃的に特化したと考えられる。

### 学習
シャコ類は突出した学習能力をもつことが知られている。フトユビシャコ科とホントラフシャコ属の種類は嗅覚を基に個体を記憶して識別し、特に前者は視覚的信号を介して識別する例もある。これは種類により自衛や繁殖で重要な役割を果たしている。例えばかつて遭遇した強力な天敵や闘争相手を記憶し続けることで危険を避けやすくなり、一夫一婦制の種類では配偶者を同種の別個体から識別できるようになる。また、少なくとも一部の打撃型の種類は条件反射を訓練でき、自然環境では遭遇できない形の巣穴や獲物を数日内の模索で適応することも知られている。なお、シャコ科の種類は知られる限り個体識別能力をもたない。

### 天敵
天敵としてシャコ類を捕食できるほど大型のタコ類が挙げられる。捕食者の他には、フトユビシャコ科の種類に外部寄生する、イシカワシタダミなどの Caledoniella 属の巻貝が知られている。この属の巻貝は雌雄のペア（一夫一婦制）でフトユビシャコ類の遊泳肢にくっつけて繁殖し、宿主に様々な悪影響（脱皮頻度の減少・不妊化など）を与えている。また、この属はクビキレガイ上科の中でシャコ類の巣穴に居候する種類（シャコアナモリなど）の系統群に内包されるため、シャコ類の巣穴壁面に片利共生する祖先から、体表へと生息場所を移すとともに寄生性に進化したと考えられる。また、闘争の成敗がもたらす共食いも稀に知られている。

### 防衛と擬態
捕食者や闘争相手などの危険から身を守る防衛手段として、捕脚を広げて威嚇する（meral spread、前述参照） ・捕脚や尾肢原節の棘で反撃する・尾節を前にして体を丸める・（水中から取り出される場合は）肛門から水柱を噴射するなどが挙げられる。一部の種類は尾節で巣穴の入り口を塞いて外敵の侵入を防ぎ、中でウニシャコ科の種類が特に進んでいる。例えばウニシャコ属は無数の長い棘を生えた丸い尾節で入り口を塞ぎながらナガウニ科のウニに擬態し、フタオシャコ属は尾節の表面が面ファスナーのように無数の鉤でデトリタスをくっつけ、入り口を塞ぎながらカモフラージュする。
後退行動も知られているが、付属肢（歩脚と腹肢）もしくは腹部の後半部のみを前に折り曲げて行われ、エビなど他の多くの軟甲類（真軟甲亜綱）に見られるような、腹部全体を瞬発に折り曲げた素早いもの（caridoid escape reaction）ではない。代わりに胸節の高い可動域を利して、体をでんぐり返して前後を逆さまにしてから反対側へ逃げ出すことがきる。シャコ類が他の軟甲類で一般に見られる素早い後退行動をしなかったのは、それを進化する前の原始的な軟甲類の祖先形質を表した可能性がある同時に、他の防衛手段（特に捕脚による反撃）の発達でその必要性をなくした可能性もあると考えられる。

### 繁殖と発育

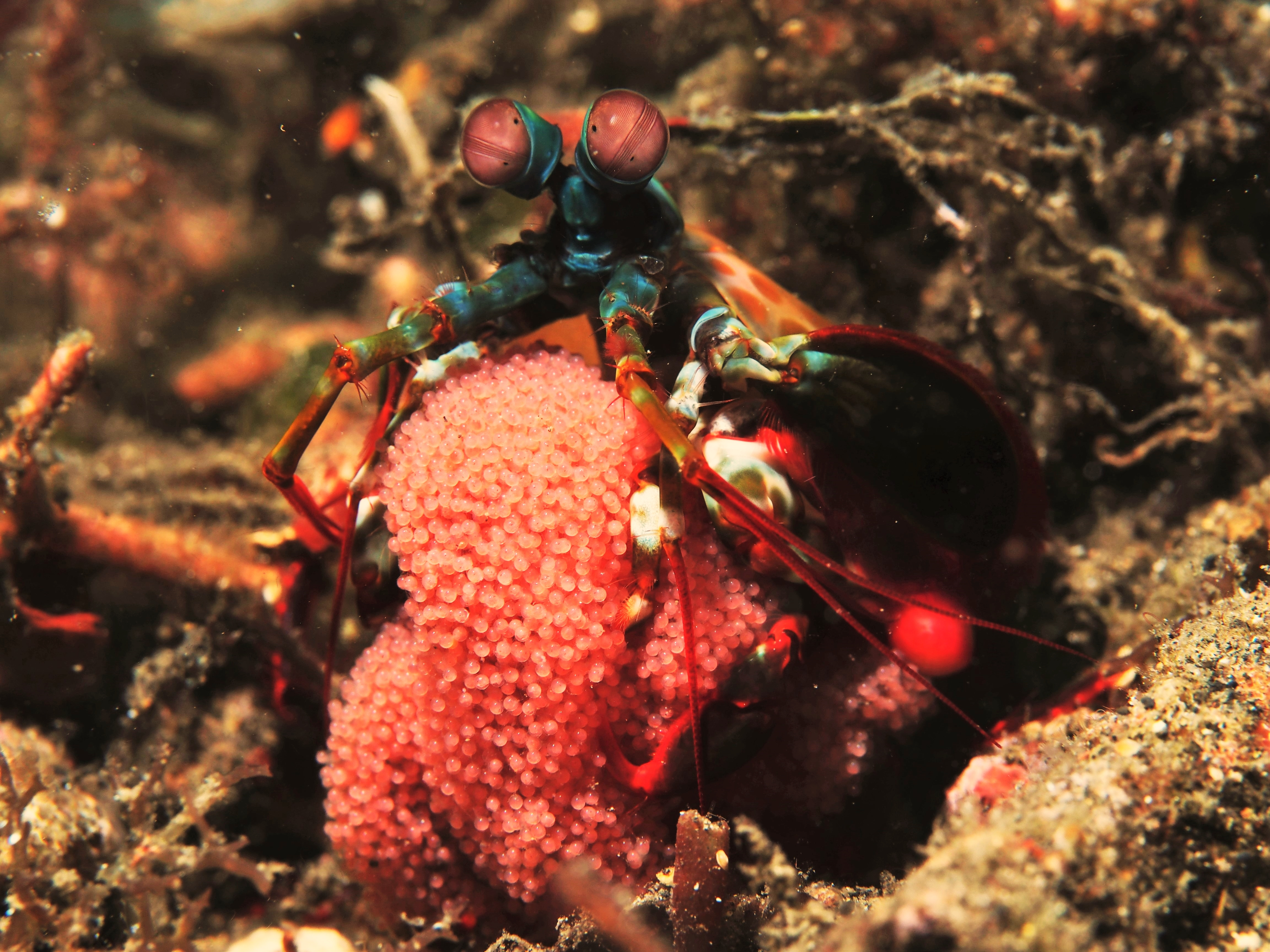
抱卵中のモンハナシャコ

繁殖行動を全面的に記載された種類は少ないが、特殊な性質はいくつか知られている。多くの場合、繁殖期は月周期に同調する。交尾の前に、雌雄両方もしくは片方が一連の求愛行動を示している。これは種類によって異なり、触角でお互いを触れ合う・雄が第1顎脚で雌を撫でる・お互いの体を横でくっつける・捕脚を広げてディスプレイ（meral spread、前述参照）をするなどが知られている。多くの場合、雄が雌に求愛し、雌がそれを受け取るか拒否する側だが、少なくとも一部の種類（例えば Pseudosquilla ciliata）は逆で、雌が求愛側、雄が選ぶ側になっている。
交尾の際、雌雄はXの字型のようにお互いの体を生殖器の所（オスの第8胸節、雌の第6胸節）で交差させる。雄はここでペニスを雌の生殖孔に挿入し、中央の袋状器官に精子と雌生殖孔を塞ぐ物質を注ぎ、産卵まで精子はここに貯蔵される。配偶関係は種類により一夫一婦制、もしくは雌雄のいずれかが複数の個体と交尾を行う。前者の場合、少なくとも交尾から産卵までの期間は、雌雄が同じ巣穴で同居して他の個体からの侵入を防ぎ、たまに更なる交尾を重ねる。体型が性的二形（捕脚と眼は雄の方が大きい）なトラフシャコ科は一夫一婦制が特に進み、雄はほとんどの捕食をして餌を雌に分けて、中で同居の雌は未性成熟と思われる例もある。産卵の時、卵は生殖孔に排出される直前で貯蔵される精子と触れ合って体内受精をし、体外でセメント腺から分泌した粘液に卵塊としてまとめられる。雌は卵塊を顎脚で抱いて、孵化まで餌も取らずに保護する。新鮮な海水を当てて付着生物にくっつけられないように、雌は卵塊を定期的に動かしている。
甲殻類として一般的なノープリウス幼生期はなく、成体と同じ体節数で生まれる。孵化から成体までの齢期（ステージ）は、生息様式に応じて大まかに前浮遊期（propelagic stage）・浮遊期（pelagic stage）・雛シャコ（juvenile, postlarvae）の3段階にまとめられる。雛シャコは成体に似るが、前浮遊期と浮遊期は独特な姿で、華奢な体に対して背甲は大きく、額角と両後端は長い棘に発達した。前浮遊期は負走光性で往々にして卵黄をもち、機能的な歩脚と鰓は無く、浮遊期まで親の巣穴の内壁に付着する。親の巣穴から出てプランクトンとして生活する浮遊期は、少なくとも歩脚以外の付属肢は機能的な形で、齢期を重なるほど顎脚の副肢が小さく、遊泳肢の鰓が発達する。前浮遊期と浮遊期の齢期は振れ幅が大きく、総数は種類により3（例えば Heterosquilla tricarinata）から11（例えばシャコ (Oratosquilla oratoria)）まで及ぶ。浮遊期の最終期は原則として次の脱皮で雛シャコに変態し、着底して成体のような底生生活を送る。一部の種類（例えば Gonodactylus bredini）は、幼生最終期と雛シャコの間に中間的な付加期（supernumerary instar）がある。
前浮遊期と浮遊期はそれぞれ「antizoea」と「pseudozoea」、および「erichthus」と「alima」の4タイプが知られ、種類により「antizoea → erichtus」（トラフシャコ上科）・「pseudozoea → erichtus」（フトユビシャコ上科、ヒラメホソユビシャコ上科、Eurysquilloidea）・「pseudozoea → alima」（シャコ上科）のいずれかの組み合わせを経て成長する。各タイプの詳細は次の通り。
| タイプ     | 分類群                                                                       | 複眼                     | 第1触角鞭状部 | 顎脚                        | 歩脚         | 遊泳肢                 | 尾肢         |
| ---------- | ---------------------------------------------------------------------------- | ------------------------ | ------------- | --------------------------- | ------------ | ---------------------- | ------------ |
| antizoea   | トラフシャコ上科 ?オオメシャコ上科                                           | 眼柄なし、背甲に密着     | 1             | 第2-5顎脚ほぼ同形、外肢あり | 未発達       | 晩期ほど発達、鰓未発達 | 未発達       |
| pseudozoea | シャコ上科 フトユビシャコ上科 ヒラメホソユビシャコ上科 Eurysquilloidea       | 眼柄あり、背甲から突出   | 2             | 第3-5顎脚未発達             | 未発達       | 鰓未発達               | 未発達       |
| erichthus  | トラフシャコ上科 フトユビシャコ上科 ヒラメホソユビシャコ上科 Eurysquilloidea | 眼柄あり、背甲に覆われる | 3             | 第3-5顎脚晩期ほど発達       | 晩期ほど発達 | 鰓晩期ほど発達         | 晩期ほど発達 |
| alima      | シャコ上科                                                                   | 眼柄あり、背甲から突出   | 3             | 第3-5顎脚晩期ほど発達       | 晩期ほど発達 | 鰓晩期ほど発達         | 晩期ほど発達 |

## 分類

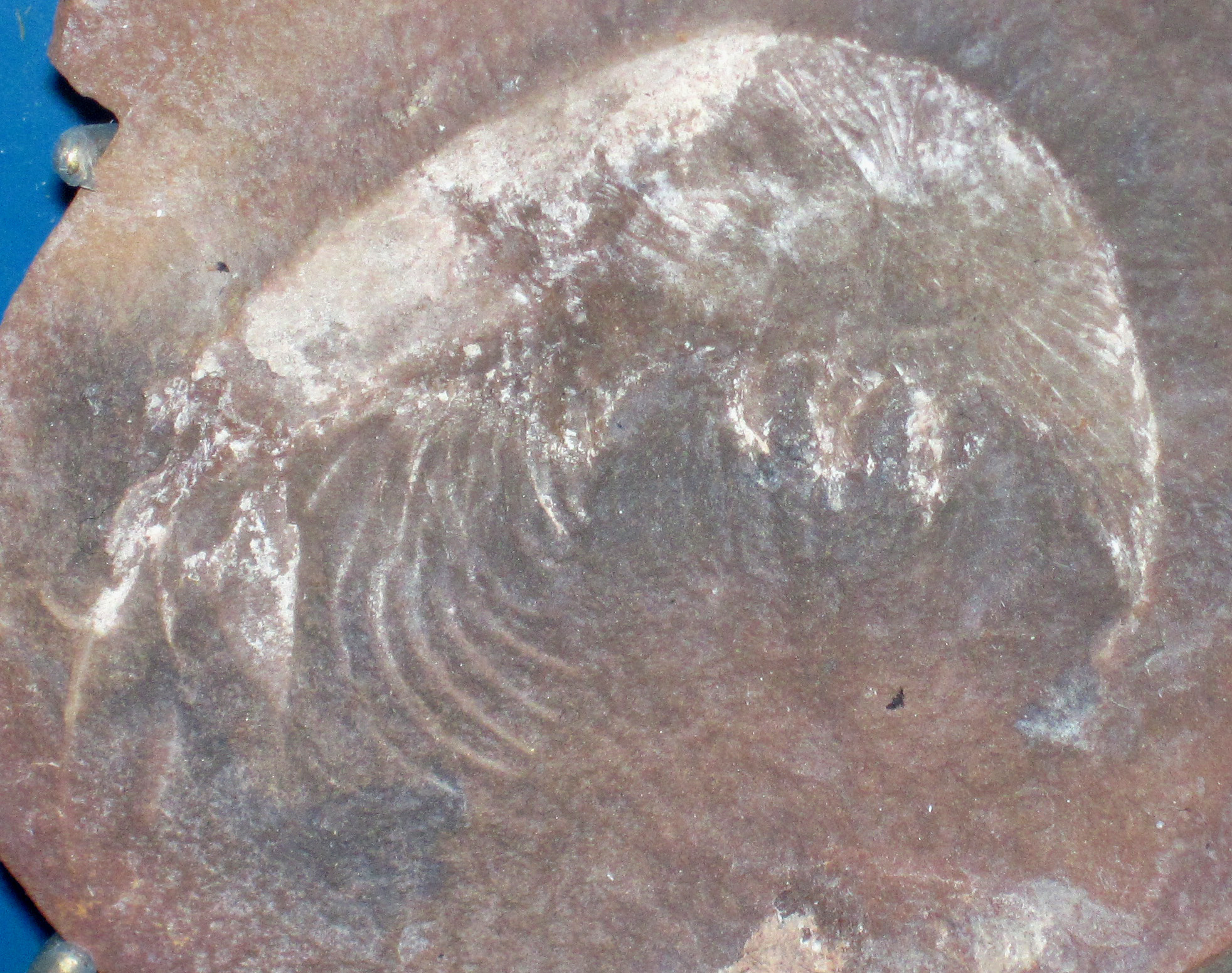
奇游目の1種

現生群に限れば、軟甲綱（Malacostraca）の甲殻類の目の中で、シャコ目（口脚目 Stomatopoda）はコノハエビ目（薄甲目 Leptostraca）の次に早期に分岐し、それ以外の現生軟甲類の目を含む系統群の姉妹群と考えられる。絶滅群まで範囲を広げると、古生代石炭紀のみ知られる奇泳目（きえいもく、Aeschronectida）はシャコ目の姉妹群と考えられる。これらの類縁関係自体は広く認められるが、分類体系の表記は文献により異なる。比較的一般な分類体系では、軟甲綱を3亜綱に分けて、コノハエビ目はコノハエビ亜綱（Phyllocarida）、シャコ目と奇游目はトゲエビ亜綱（棘蝦亜綱、口脚亜綱 Hoplocarida）、その他の軟甲類は真軟甲亜綱（Eumalacostraca）に分類される。もう1つの分類体系は、軟甲綱をコノハエビ亜綱と真軟甲亜綱の2亜目のみに分けて、そのうちシャコ目（またはトゲエビ類全体）を真軟甲亜綱に分類される。しかし後者の分類体系はほぼ奇游目について触れておらず、トゲエビ類の分類階級も言及していない。本項目では3亜目の分類体系を基に記述する。
形態上では、トゲエビ亜綱は背甲と関節した額角（コノハエビ亜綱に共通、真軟甲亜綱の額角は背甲と一体化）・6節の腹部（真軟甲亜綱に共通、コノハエビ亜綱の腹部は7節）などの性質を兼ね備える同時に、第1触角の3本の鞭状部・4節以下の胸肢内肢・腹肢由来の鰓をあわせもつことで他の軟甲類から区別される。そのうちシャコ目は、短い第2小顎・背甲に癒合しない第5-8胸節・鎌状（亜鋏状）の第2-5顎脚（捕脚）をもつことで奇游目（第2小顎は長い歩脚型・頭部と胸部全体が背甲に覆われる・胸肢は全て同形の歩脚で顎脚に分化しない）から区別される。
トゲエビ亜綱はかつては古口脚目（ここうきゃくもく、Palaeostomatopoda）という第3の目があったが、これは後にシャコ目の1亜目（古口脚亜目、後述）として内包されるようになった。
シャコ目を十脚目に近縁とする説もあったが、上述と後述の絶滅群の形態に支持されず、広く認められる見解ではない。

### 下位分類

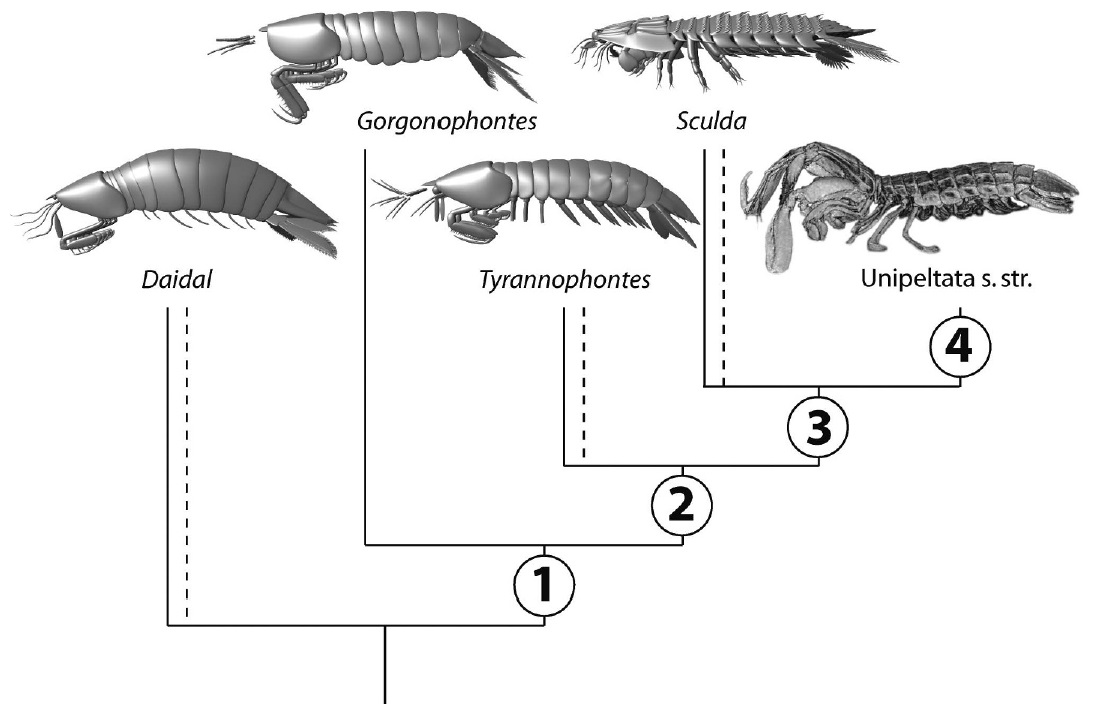
昔口脚亜目（,, ）から狭義の単楯亜目（4）までの系統関係と特徴の進化
1：第3-5顎脚/第2-4捕脚の小型化
2：第3-5顎脚/第2-4捕脚の更なる小型化
3：尾節が三角形から円盤状に変化
4：第3-5顎脚/第2-4捕脚の更なる小型化

2017年時点では、およそ500種のシャコ類が記載される。シャコ目は古生代デボン紀と石炭紀の絶滅種のみ知られる古口脚亜目（ここうきゃくあもく、Palaeostomatopoda）と昔口脚亜目（むかしこうきゃくあもく、Archaeostomatopoda）、および中生代ジュラ紀から現世まで続く単楯亜目（たんじゅんあもく、Unipeltata）の3亜目に分けられている。古口脚亜目と昔口脚亜目は単楯亜目に対して基盤的（ステムグループ）なシャコ類であり、いずれも側系統群で、昔口脚亜目と単楯亜目に至る系統群は古口脚亜目から、単楯亜目は昔口脚亜目から分岐したと考えられる。この系統関係は、古口脚亜目と昔口脚亜目における、単楯亜目に至るような数々の中間的性質（細い三角形から広い楕円形に及ぶ尾節・異なる程度に分化した捕脚など）に示唆される。

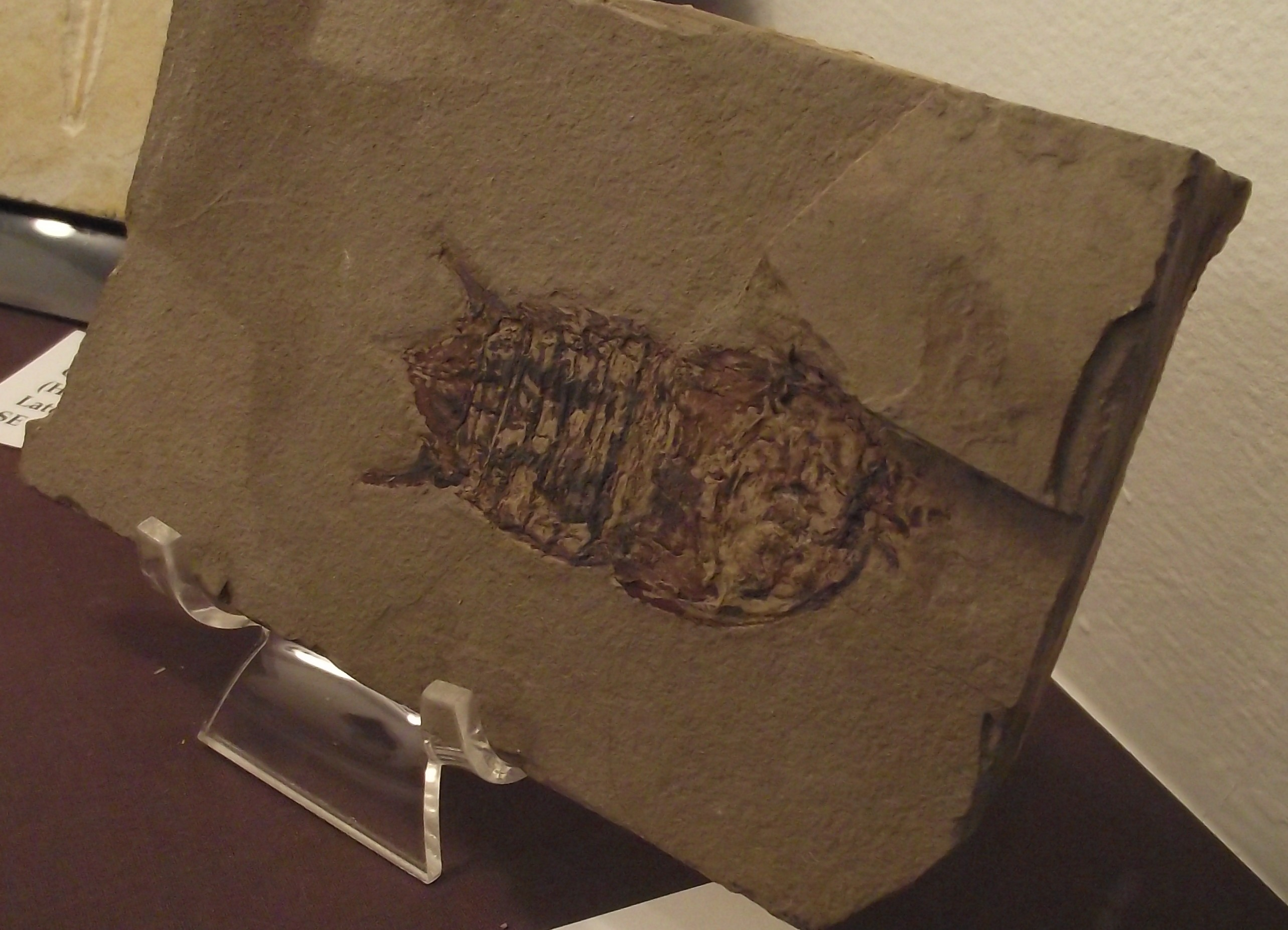
Perimecturus rapax（古口脚亜目Perimecturidae科）
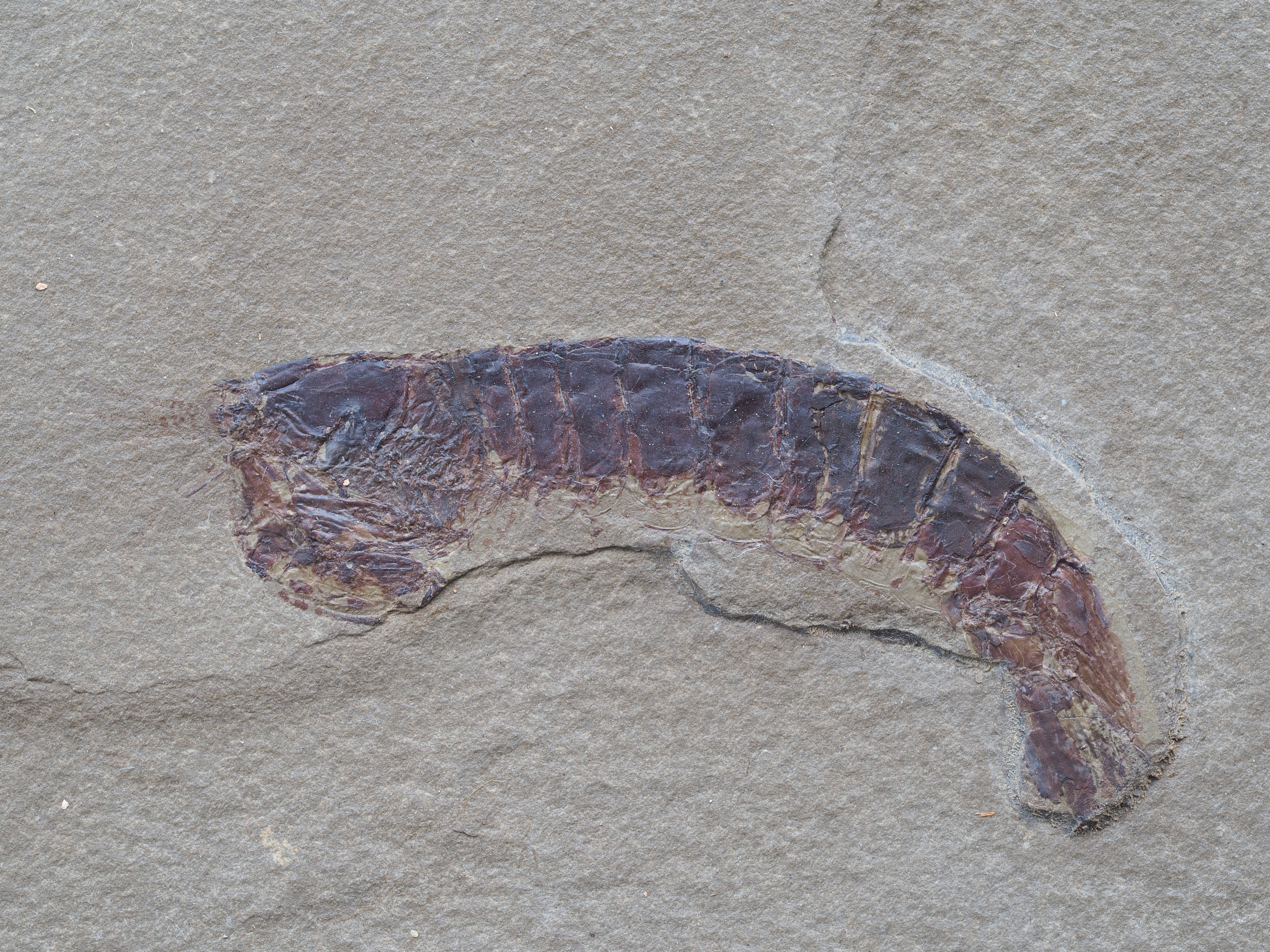
Tyrannophontes acanthocercus（昔口脚亜目Tyrannophontidae科）

シャコ目と各亜目の定義、および古口脚亜目と昔口脚亜目の属までの下位分類群は次の通り（特記しない限り Klein & Charmantier-Daures (2013) に基づく）。
- Stomatopoda Latreille, 1817 シャコ目（口脚目）（古生代デボン紀 - 現世）- 額角分節。第1-5顎脚鎌状（亜鋏状）。腹肢に鰓をもつ。尾扇（尾肢と尾節）は原則として発達[1]。
  - †Palaeostomatopoda Brooks, 1962 古口脚亜目（デボン紀 - 石炭紀）- 背甲は胸部全体の左右を覆う。第2-5顎脚（第1-4捕脚）は同形。尾節は楕円形から三角形で、原則として末端1本の棘をもつ。
    - Archaeocarididae Schram, 2008（デボン紀）
      - Archaeocaris Meek, 1872

    - Perimecturidae Peach, 1908（石炭紀）
      - Bairdops Schram, 1979
      - Perimecturus Peach, 1908

    -  ?Eopteridae Rohdendorf, 1961（デボン紀）（尾肢のみ知られ、かつて昆虫の翅と誤解釈された[139][1][140]）
      - Eopterum Rohdendorf, 1961
      - Eopteridium Rohdendorf, 1970

  - †Archaeostomatopoda Schram, 1969 昔口脚亜目（石炭紀）- 背甲は第5-8胸節を覆わず、両後縁が第6胸節まで伸びる。第2-5顎脚（第1-4捕脚）の分化程度は多様（同形から第1と第4捕脚の差が約3倍まで）。尾節は縦幅が横幅より長く、縁の突起物は少ない。
    - Daidalidae Schram, 2007
      - Daidal Schram, 2007

    - Gorgonophontidae Schram, 2007
      - Chabardella Schram, 2007[141]
      - Gorgonophontes Schram, 1984

    - Tyrannophontidae Schram, 1969
      - Tyrannophontes Schram, 1969（Haug et al. 2010 では広義の単楯亜目に含まれる[4]）

  - Unipeltata Latreille, 1825 単楯亜目（中生代ジュラ紀 - 現世）- 額角は蝶番状に関節する。眼と触角の体節は顎頭域と分節。第6-8胸肢は歩脚型。尾肢原節は発達した棘がある。尾節強大化。
    - （後述）

#### 単楯亜目

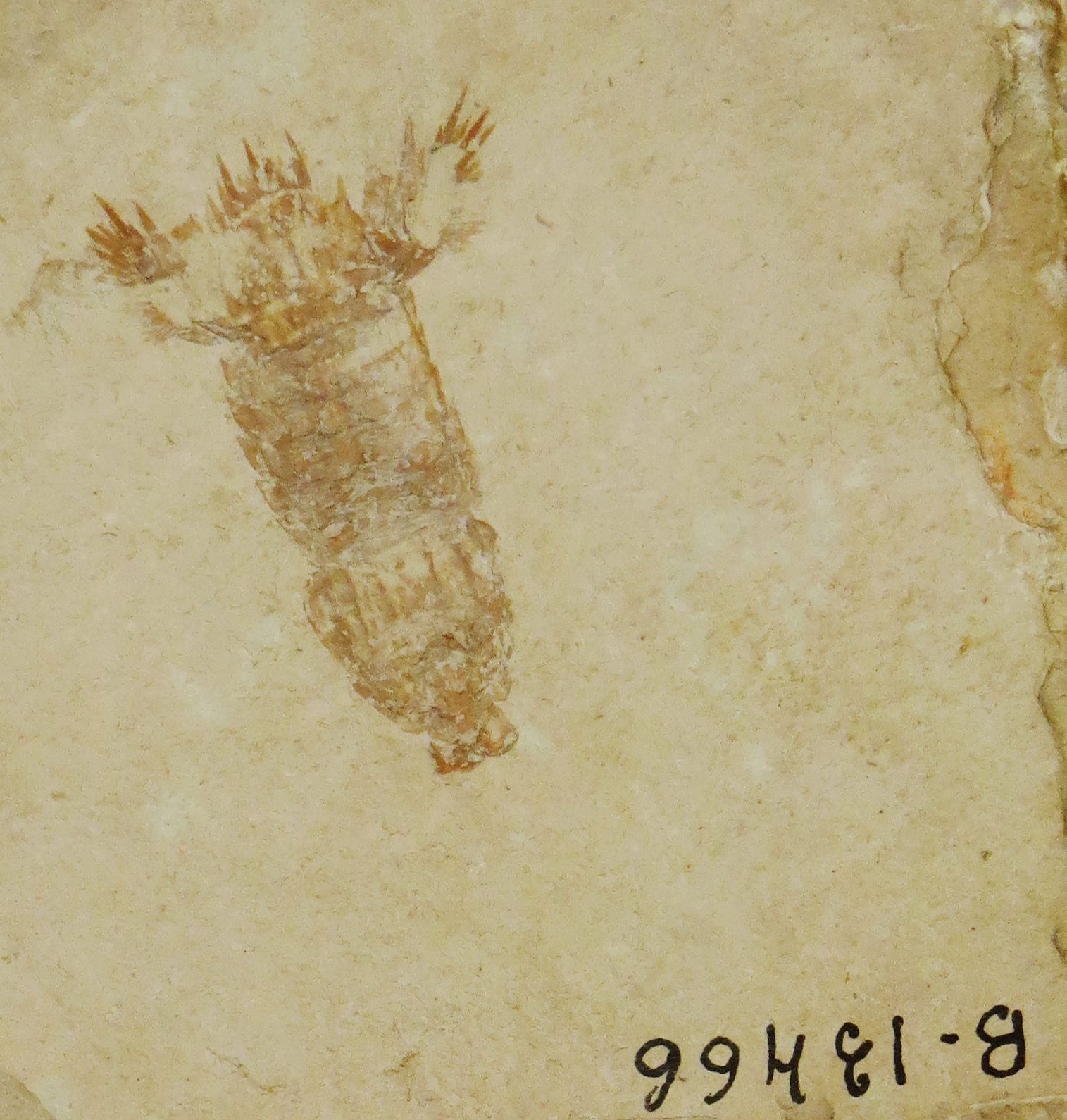
（科）

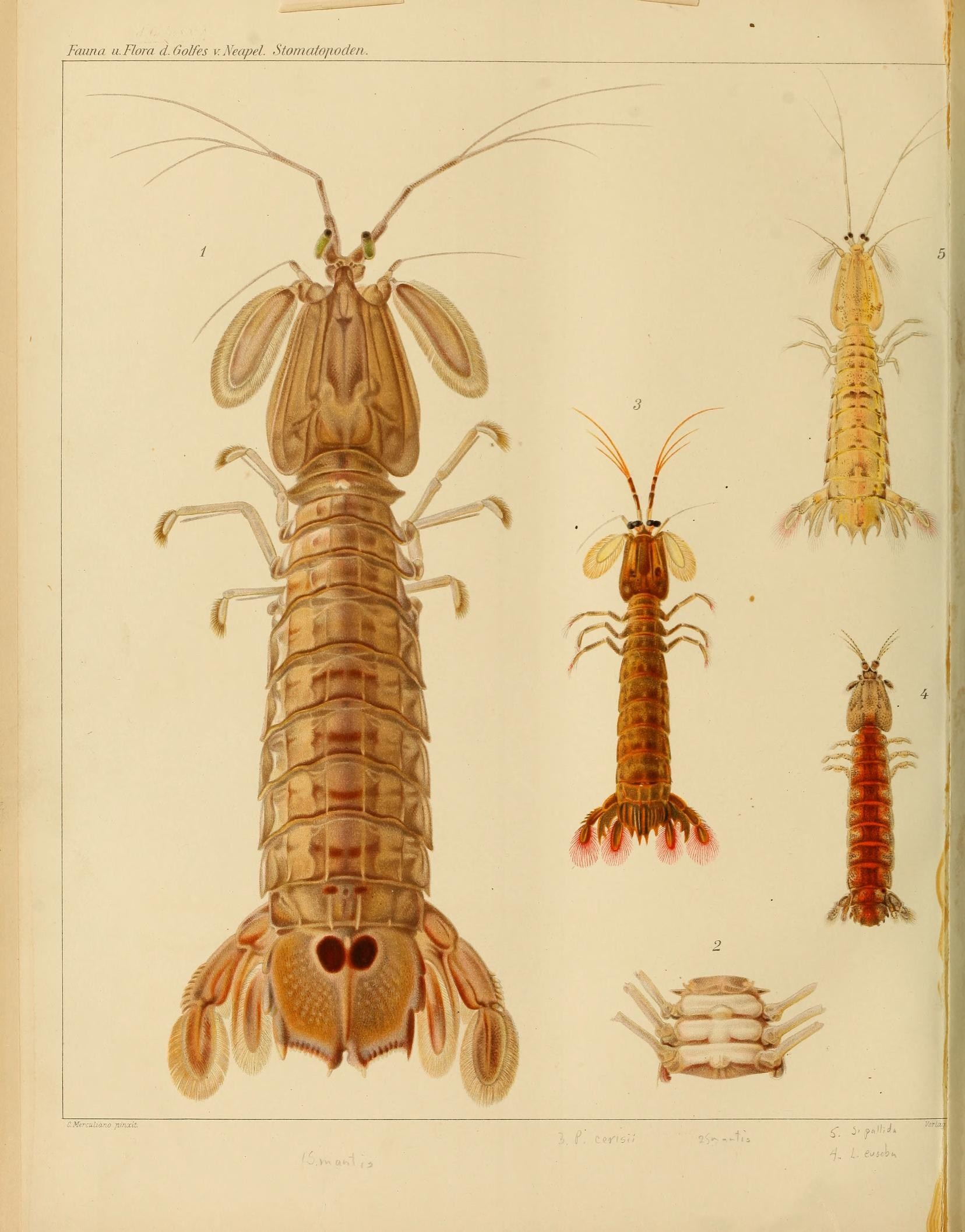
1-2：（シャコ科）、3：（ホソユビシャコ科）、4：（ヒメシャコ科）、5：（シャコ科）

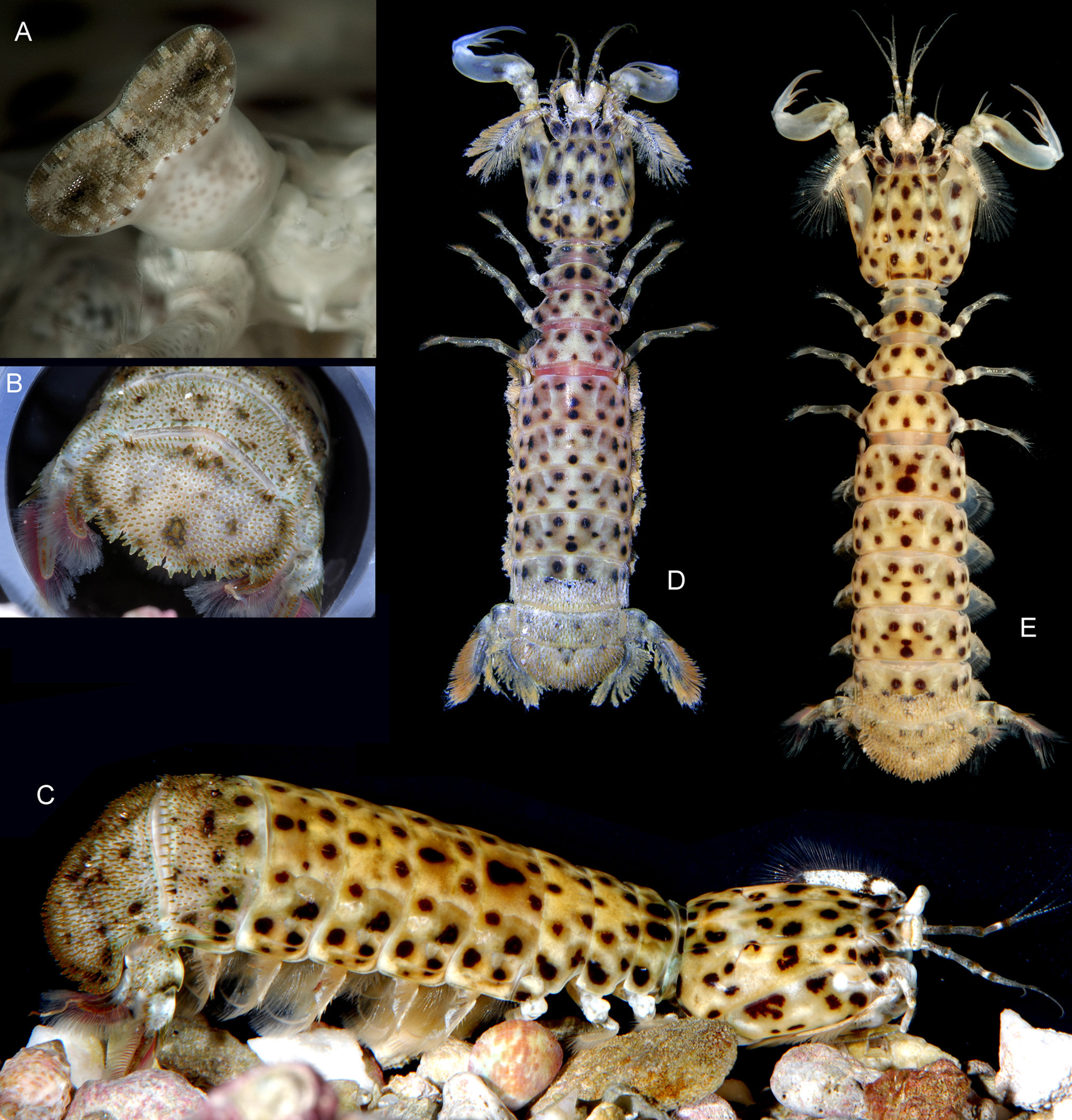
（科）

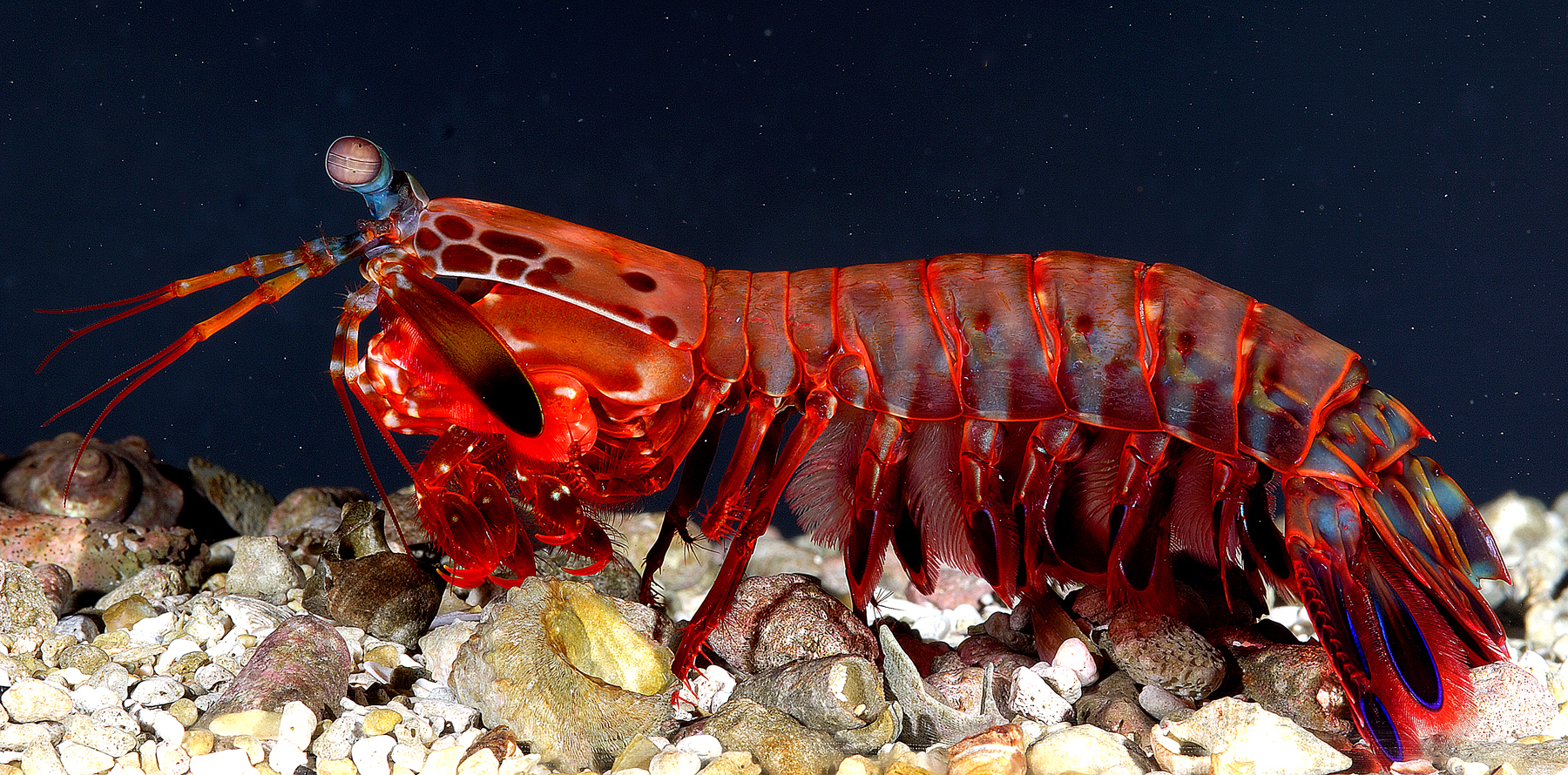
モンハナシャコ （ハナシャコ科）

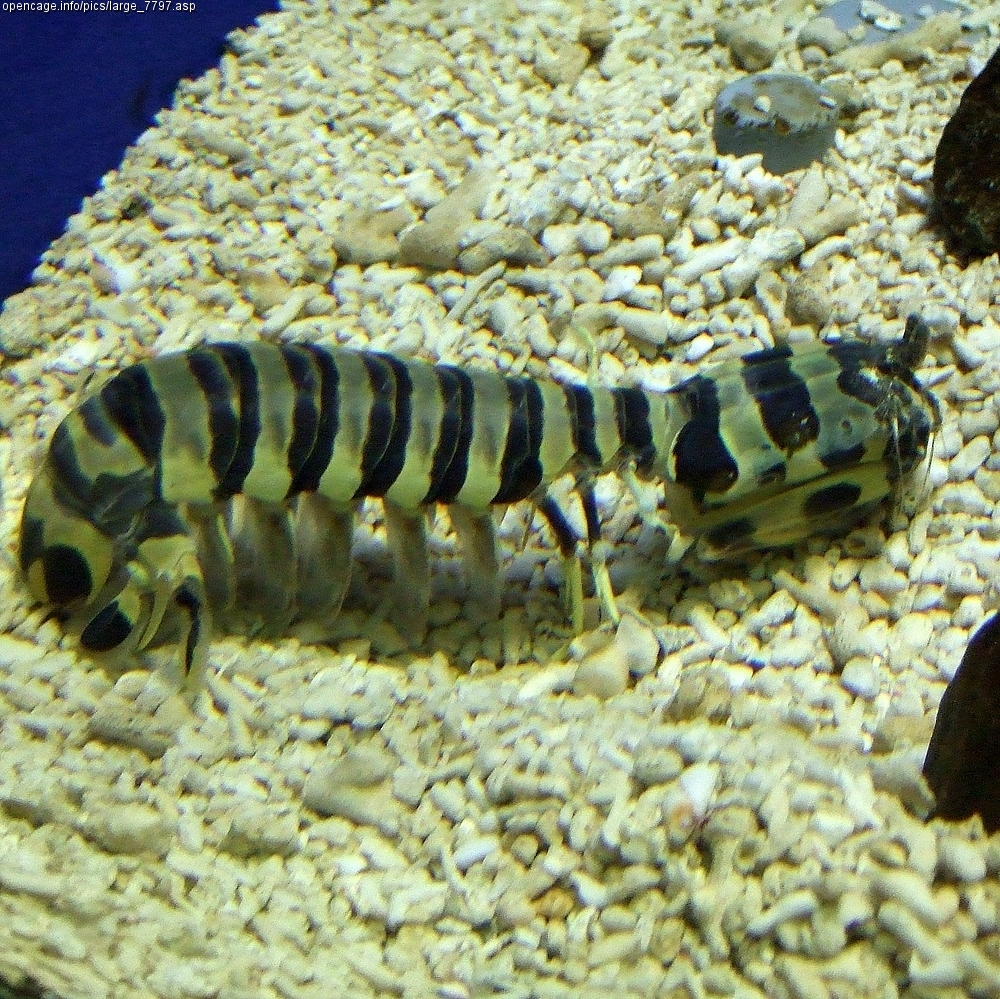
トラフシャコ （トラフシャコ科）

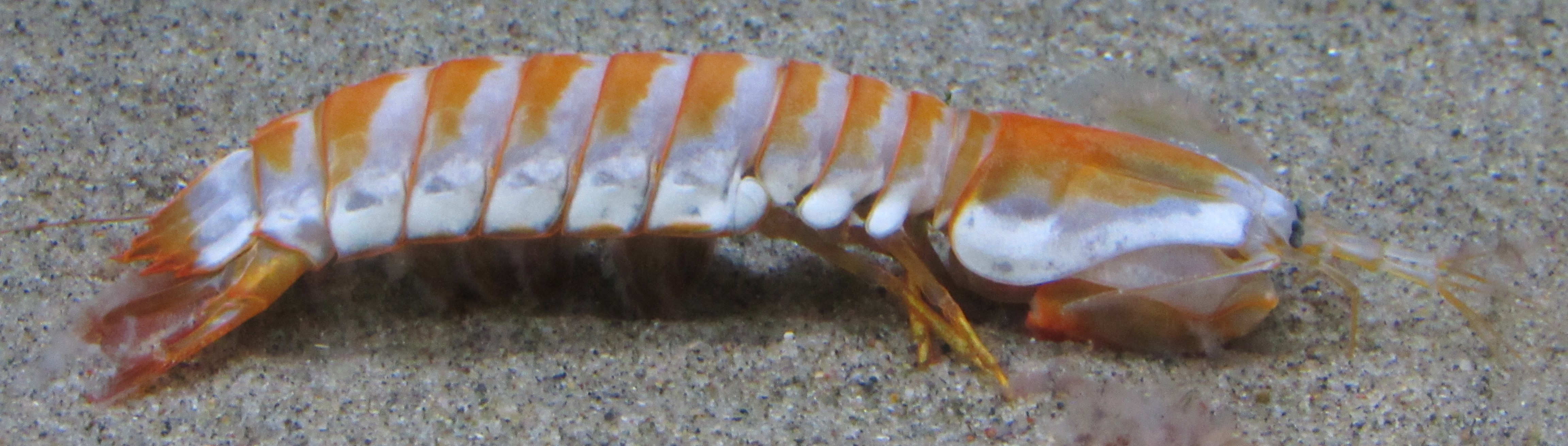
アカシマホソユビシャコ Faughnia haani（ヒラメホソユビシャコ科）

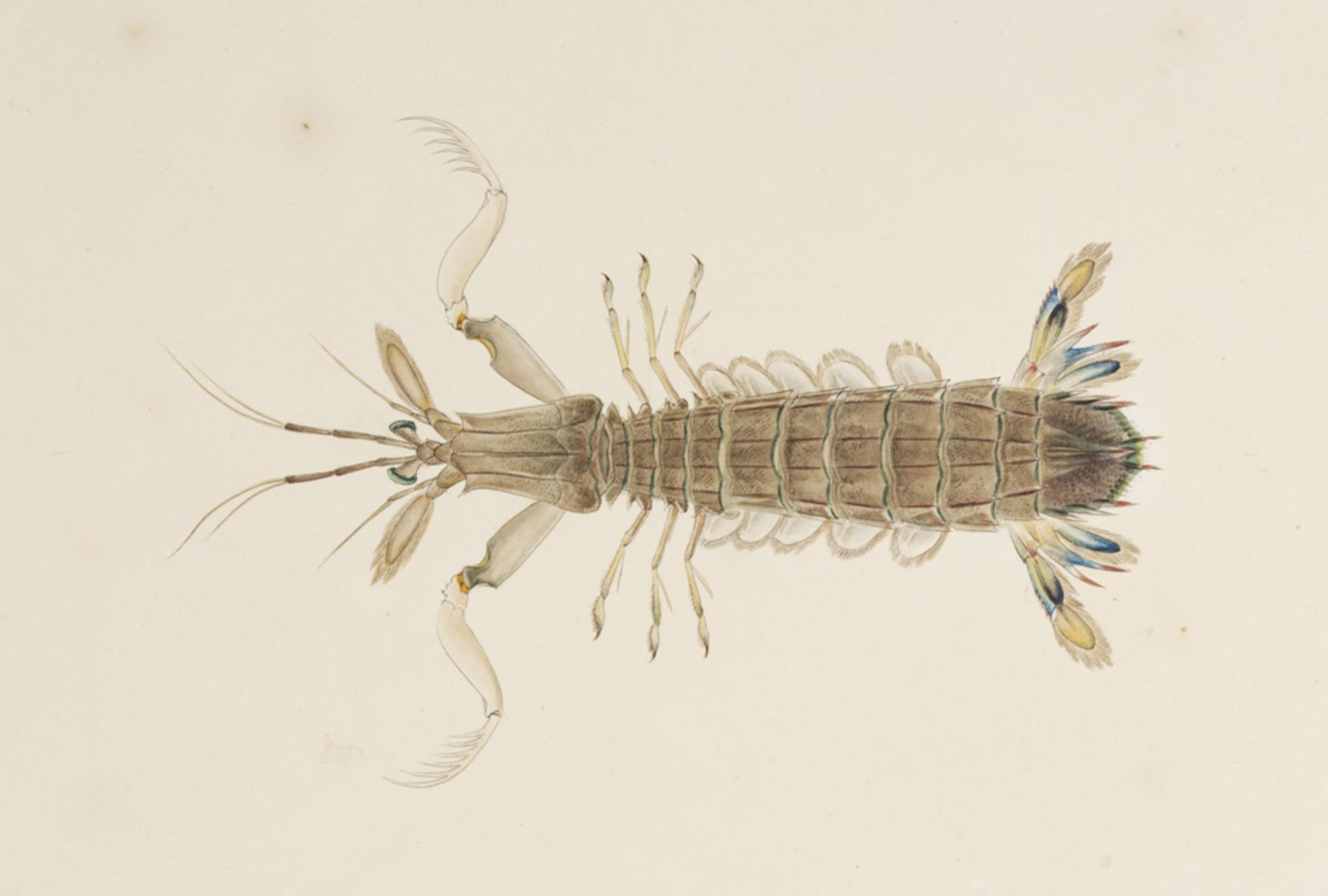
シャコ （シャコ科）

単楯亜目の全ての現生種は7上科17科100を超える属に分類され、フトユビシャコ上科、トラフシャコ上科とシャコ上科は特に種類が多い。中生代のみで知られる絶滅群 Sculdidae科と Pseudosculdidae科は、全ての現生上科を含む系統群 Verunipeltata（クラウングループシャコ類）より基盤的だと考えられる。
分子系統解析では、一般にフトユビシャコ上科に含まれるハリツメシャコ科の位置付けは不確実で、Ahyong & Jarman (2009)、Porter et al. (2010) と Van Der Wal et al. (2017) ではどの現存科よりも早期に分岐したとされるが、Koga et al. (2021) ではフトユビシャコ上科に含めることが支持される。フトユビシャコ上科の単系統性は、ハリツメシャコ科を除いても否定的とされる場合があり、例えば Van Der Wal et al. (2017) ではオキシャコ上科、Koga et al. (2021) ではトラフシャコ上科の種類がその間から分岐するとされ、Ahyong & Jarman (2009) と Porter et al. (2010) ではフトユビシャコ上科のホソユビシャコ科がハリツメシャコ科の次に他の現存科より基盤的とされる。また、オオメシャコ上科の分子系統関係は未検証である。
なお、打撃型の種類と複眼の mid band が退化的な種類は、上述のどの解析結果においても派生的な系統位置にあることから、打撃型は刺撃型から進化したことと、発達した mid band は単楯亜目の祖先形質であることが示唆される。もしハリツメシャコ科は本当に基盤的であれば、本科とPseudosculdidae科のような中間型の捕脚は、刺撃型と打撃型に特化する前の単楯亜目の祖先形質を表した可能性がある。
単楯亜目の科階級までの下位分類群は次の通り（特記しない限り Ahyong (2001) に基づく、科未定の場合は属まで特記）。
- Unipeltata Latreille, 1825 単楯亜目（中生代ジュラ紀 - 現世）（広義に昔口脚亜目の Tyrannophontes を含むと、古生代石炭紀まで遡る[4]）
  - （上科・科未定）[138]
    - †Tyrannosculda Haug & Haug, 2021（ジュラ紀）

  - （上科未定）[1]
    - †Sculdidae Dames, 1886（ジュラ紀）
    - †Pseudosculdidae Dames, 1886（白亜紀）

  - Verunipeltata Haug et al., 2010（=クラウングループシャコ類/口脚類）[4]
    - Bathysquillidoidea Mannig, 1967 オキシャコ上科
      - Bathysquillidae Mannig, 1967 オキシャコ科
      - Indosquillidae Manning, 1995

    - Erythrosquilloidea Manning et Bruce, 1984 オオメシャコ上科
      - Erythrosquillidae Manning et Bruce, 1984 オオメシャコ科

    - Eurysquilloidea Manning, 1977
      - Eurysquillidae Manning, 1977（Manning (1980b, 1995) ではフトユビシャコ上科に分類された[142]）

    - Gonodactyloidea Giesbrecht, 1910 フトユビシャコ上科
      - Alainosquillidae Moosa, 1991
      - Gonodactylidae フトユビシャコ科
      - Hemisquillidae Manning, 1980 ハリツメシャコ科（Porter et al. (2010) では独自に Hemisquilloidea上科に分類される[37]）
      - Odontodactylidae ハナシャコ科
      - Protosquilldae Manning, 1980 ウニシャコ科
      - Pseudosquillidae Manning, 1977 ホソユビシャコ科（Porter et al. (2010) では独自に Pseudosquilloidea上科に分類される[37]）
      - Takuidae Manning, 1995 ハサミオシャコ科

    - Lysiosquilloidea Giesbecht, 1910 トラフシャコ上科
      - Coronididae Manning, 1980
      - Lysiosquillidae Giesbecht, 1910 トラフシャコ科
      - Nannosquillidae Manning, 1980 ヒメシャコ科[訳語疑問点]
      - Tetrasquillidae Manning et Camp, 1993 ヨンシャコ科 （Heterosquillidae Manning, 1995 は、Ahyong & Harling (2000) によりヨンシャコ科のシノニムとされた[143]）

    - Parasquilloidae Ahyong et Harling, 2000 ヒラメホソユビシャコ上科
      - Parasquillidae Ahyong et Harling, 2000 ヒラメホソユビシャコ科

    - Squilloidea Latreille, 1803 シャコ上科
      - Squillidae Latreille, 1803 シャコ科（トゲシャコ属 Harpiosquilla をトゲシャコ科 Harpiosquillidae として分けられたこともある）

#### 日本産種
日本に分布する次の種類は、特記しない限り(浜野龍夫 2005)に基づく。
- Bathysquillidoidea Mannig, 1967 オキシャコ上科
  - Bathysquillidae Mannig, 1967 オキシャコ科
    - Bathusquilla crassispinosa (Fukuda, 1909) シリブトシャコ
- Erythrosquilloidea Manning et Bruce, 1984 オオメシャコ上科
  - Erythrosquillidae Manning et Bruce, 1984 オオメシャコ科
    - Erythrosquilla hamano Ahyong, 2001 アラギモオオメシャコ
- Gonodactyloidea Giesbrecht, 1910 フトユビシャコ上科
  - Gonodactylidae フトユビシャコ科
    - Gonodactylaceus falcatus (Forskål, 1775) フトユビシャコモドキ (ハナレジマフトユビシャコ G. insularis とタケダフトユビシャコ G. takedai は本種のシノニム）
    - Gonodactylaceus graphurus (Miers,1875) ヨコミゾフトユビシャコ 日本に産するとされたこともある[誰?]が、実際には生息ないとされる[誰?]。
    - Gonodactylaceus ternatensis (De Man, 1902) アデヤカフトユビシャコモドキ[122]
    - Gonodactylellus snidsvongi (Naiyanetr, 1987) オキナワフトユビシャコ
    - Gonodactylinus viridis (Serène, 1954) コトゲフトユビシャコ
    - Gonodactylus childi Manning, 1971 コドモフトユビシャコ
    - Gonodactylus chiragra (Fabricius, 1781) フトユビシャコ
    - Gonodactylus platysoma Wood-Mason, 1895 ニセフトユビシャコ
    - Gonodactylus smithii Pocock, 1893 トンガリフトユビシャコ

  - Odontodactylidae ハナシャコ科
    - Odontodactylus brevirostris (Miers,1884) マルハナシャコ
    - Odontodactylus japonicus (De Haan, 1844) ハナシャコ
    - Odontodactylus scyllarus (Linnaeus, 1758) モンハナシャコ

  - Protosquilldae Manning, 1980 ウニシャコ科
    - Chorisquilla pococki Manning, 1975 フタオシャコ
    - Chorisquilla tuberculata (Borradaile, 1907) ツブフタオシャコ
    - Chorisquilla sp.[注釈 13] トゲオホソユビシャコ
    - Echinosquilla guerinii (White, 1861) ウニシャコ
    - Haptosquilla glyptocercus (Wood-Mason, 1875) シワトジオシャコ
    - Haptosquilla pulchella (Miers,1880) ミツヤマトジオシャコ
    - Haptosquilla tanensis (Fukuda, 1911) フクダトジオシャコ

  - Pseudosquillidae Manning, 1977 ホソユビシャコ科
    - Pseudosquilla ciliata (Fabricius, 1787) ホソユビシャコ
    - Raoulserenea hieroglyphica (Manning, 1972) オガサワラホソユビシャコ
    -  ? Raoulserenea oxyrhyncha (Borradaile, 1898) マルモンホソユビシャコ[注釈 14]
    -  ? Raoulserenea komai (Moosa, 1991)[注釈 14]

  - Takuidae Manning, 1995 ハサミオシャコ科
    - Mesacturus furcicaudatus (Miers,1880) トゲオシャコ
    - Taku spinosocarinatus (Fukuda, 1909) ハサミオシャコ
- Lysiosquilloidea Giesbecht, 1910 トラフシャコ上科
  - Lysiosquillidae Giesbecht, 1910 トラフシャコ科
    - Lysiosquilla sulcirostris Kemp, 1913 ミゾツノトラフシャコ
    - Lysiosquillina maculata (Fabricius, 1793) トラフシャコ
    - Lysiosquilloides siamensis (Naiyanetr, 1980) ノコバトラフシャコ[122]
    - Acanthosquilla ryukyuensis Nakajima et al., 2023 リュウキュウトゲヒメトラフシャコ[144]
    - Acanthosquilla shoheii Nakajima et al., 2023 スズキトゲヒメトラフシャコ[144]

  - Nannosquillidae Manning, 1980 ヒメシャコ科[訳語疑問点]
    - Acanthosquilla derijardi Manning, 1970 トゲトラフヒメシャコ
    - Acanthosquilla multifasciata (Wood-Mason, 1895) ヒメトラフシャコ
    - Alachosquilla vicina (Nobili, 1904) ミツツノヒメシャコ[9]
    - Bigelwina phalangium (Fabricius, 1798) シマトラフヒメシャコ
    - Pullosquilla litoralis (Michel & Manning, 1971) コドモヒメシャコ[145]
    - Pullosquilla pardus (Moosa, 1991) オオコドモヒメシャコ[145]
    - Pullosquilla thomassini Manning, 1978 トーマスヒメシャコ

  - Tetrasquillidae Manning et Camp, 1993 ヨンシャコ科
    - Acaenosquilla latifrons (De Hann, 1844) ヒゼンシャコ
    - Allosquilla varicosa (Komai et Tung, 1930) ヒメシャコ
    - Tetrasquilla mccullochae (Schmitt, 1940) ロクテントラフシャコ
- Parasquilloidae Ahyong et Harling, 2000 ヒラメホソユビシャコ上科
  - Parasquillidae Ahyong et Harling, 2000 ヒラメホソユビシャコ科
    - Faughnia formosae Manning et Chan, 1997 スジオヒロハシャコ
    - Faughnia haani (Holthuis, 1959) アカシマホソユビシャコ
    - Faughnia serenei Moosa, 1982 シマナシヒロハシャコ
    - Pseudosquillopsis dofleini (Balss, 1910) ヒメホソユビシャコ
- Squilloidea Latreille, 1803 シャコ上科
  - Squillidae Latreille, 1803 シャコ科
    - Alima hieroglyphica (Kemp, 1911) アリマシャコ
    - Alimopsoides tuberculatus Moosa, 1991 ツブアリマシャコ[122]
    - Anchisquilla fasciata (De Haan, 1844) スジオシャコ
    - Busquilla plantei Manning, 1978 チュラカクオシャコ[122]
    - Busquilla quadraticauda (Fukuda, 1911) カクオシャコ
    - Carinosquilla multicarinata (White, 1848) カシラスジシャコ
    - Clorida japonica Manning, 1978 サヌキメボソシャコ （メボソシャコ Clorida latreillei Eydoux et Souleyet, 1842 と同種とする見解もある）
    - Cloridopsis scorpio (Latreillei, 1828) コクテンシャコ （オカヤマコクテンシャコ C. aquilonaris Manning, 1978 は本種のシノニムとされる）
    - Erugosquilla woodmasoni (Kemp, 1911) ナンキシャコ
    - Harpiosquilla annandalei (Kemp, 1911) サガミトゲシャコ
    - Harpiosquilla harpax (De Haan, 1844) トゲシャコ  （フクダトゲシャコ H. japonica Manning, 1969 は本種のシノニムとされる）
    - Harpiosquilla melanoura Manning, 1969 クロビシトゲシャコ
    - Kempina mikado (Kemp et Chopra, 1921) ミカドシャコ
    - Lenisquilla lata (Brooks, 1886) ムツトゲシャコ
    - Levisquilla inermis (Manning, 1965) スベスベシャコ
    - Lophosquilla costata (De Haan, 1844) セスジシャコ
    - Oratosquilla kempi (Schmitt, 1931) ミナミシャコ
    - Oratosquilla oratoria (De Haan, 1844) シャコ
    - Oratosquillina perpensa (Kemp, 1911) オキナワシャコ
    - Quollastria gonypetes (Kemp, 1911) ハヤマシャコ
    - Quollastria imperialis (Manning, 1965) テンノウシャコ
    - Squilloides leptosquilla (Brooks, 1886) ヨツトゲシャコ

## 人間との関わり

### 食用
大型種は地域により食材として一般に漁獲され、中でもシャコ科の種類が特に多い。西太平洋地域（東アジア・東南アジア・オーストラリア大陸など）ではトゲシャコ属（Harpiosquilla、トゲシャコなど）、ホントラフシャコ属（Lysiosquillina、トラフシャコなど）とシャコ属（Oratosquilla）の種類がよく漁獲され、例えば日本では種和名がシャコの Oratosquilla oratoria がよく知られている。地中海地域では Squilla mantis、特にエジプトの魚市場では Erugosquilla massavensis が一般的である。ただし後者は紅海原産で、21世紀以降から外来種として地中海で徐々に分布域を拡大し、一部の地中海地域では S. mantis と並んで食材とされるほど繁栄したが、S. mantis や他の在来種の生態を脅かす可能性が懸念される。香港ではトゲシャコ属やホントラフシャコ属を素揚げにしてから、ニンニク、唐辛子、塩で味付けして炒める「椒鹽瀨尿蝦（椒塩瀬尿蝦） ジウイム・ライニウハー」（広東語）という料理が一般的である。

### 危険性
捕獲されたシャコ類は捕脚や尾肢で反撃することがあるため、不用意に触ると怪我をする恐れがあり、取り扱うことに要注意とされる。例えばブラジルのウバトゥバの漁業者の間では、刺撃型の鋭い捕脚による刺傷がよく知られる他、傷口が丸く、打撃型の強力な打撃によると考えられる被害例もある。

### 生物模倣
シャコ類のいくつかの突出した生理学的性質はバイオミメティクス（生物模倣技術）の分野から注目される。捕脚のパワー増幅システムを解明するためその機構を模倣したロボットや、Nannosquilla 属の体節構造とでんぐり返し行動を模倣し、同じ方法で素早く移動するソフトロボットも開発される。攻防用に強化した捕脚の指節腫と尾節の外骨格は丈夫かつ軽量のため、その特殊な構造を応用できれば、丈夫さと軽さを効率よく兼ね備えた素材の開発に繋がるかもしれない。強力な弾性エネルギーを蓄えるばねである捕脚の鞍が、単体では割れやすいはずのセラミックを含め、弾性素材の開発に新たなインスピレーションを与えている。

### 観賞

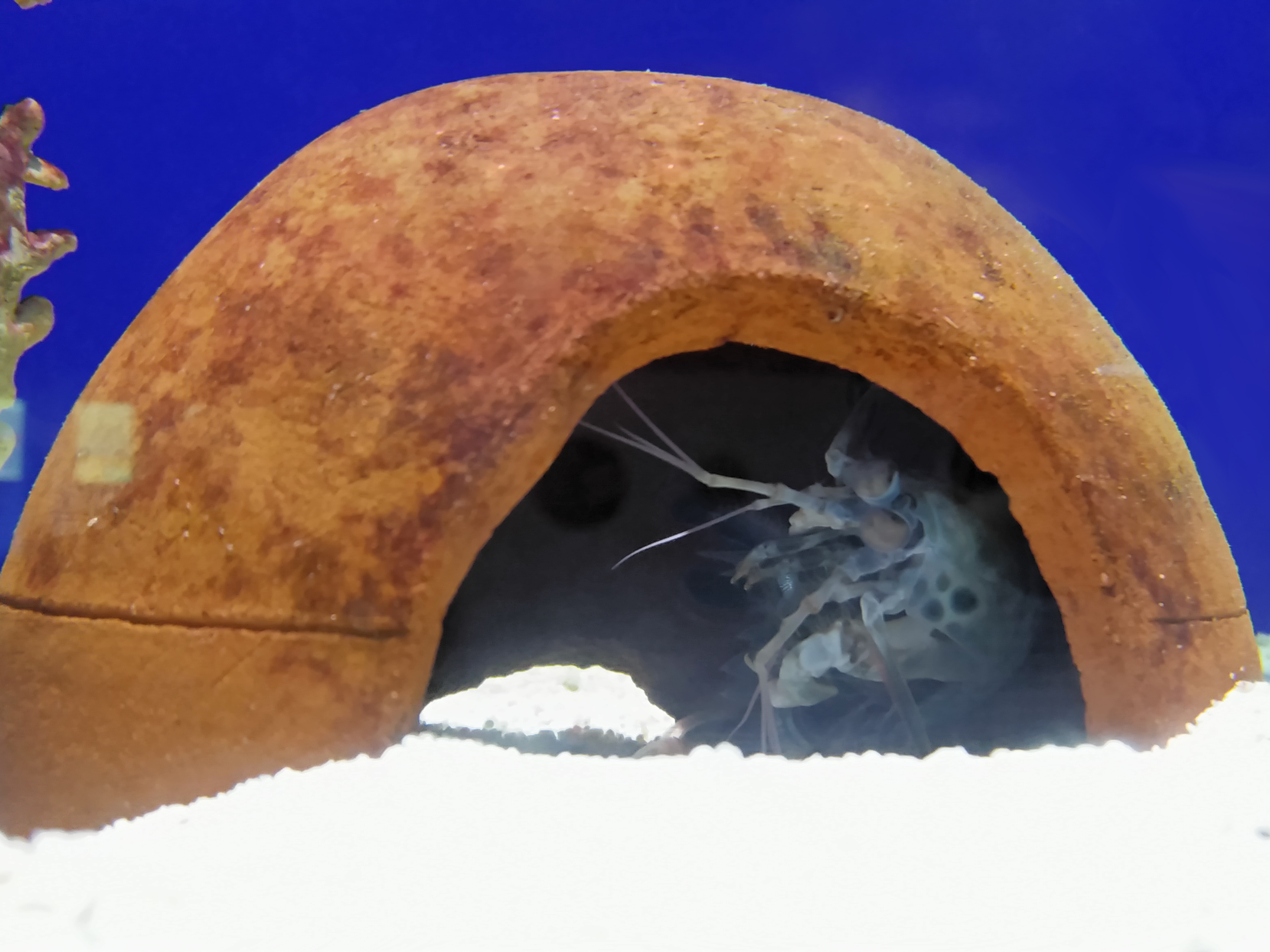
水槽内のモンハナシャコ

モンハナシャコをはじめとする熱帯産の小型種には体色の派手なものが多く、観賞用として販売・飼育される。日本では約1,000種知られる観賞用甲殻類の中で、シャコ類はその0.9%を占める。